# Bernard Picart
Pour les articles homonymes, voir Picart.
Bernard Picart, né le 11 juin 1673 à Paris où il vécut rue Saint-Jacques, installé en 1711 à Amsterdam où il vécut dans la Kalverstraat et où il est mort le 8 mai 1733, est un dessinateur et graveur (aquafortiste et buriniste) français.

## Biographie
Formé par son père Étienne Picart (1632-1721), dit le Romain et par Benoît Audran le Vieux, puis par Sébastien Leclerc en 1689, il effectue son premier séjour en Hollande de 1696 à 1698. Il se marie à Paris en 1702, avant de s'installer définitivement aux Pays-Bas en 1710, d'abord à La Haye, puis à Amsterdam.
Il ne tarde pas à se faire une brillante réputation, comme graveur et comme dessinateur. Aussi habile à manier le burin que la pointe, il exécute une foule de petits sujets, dans lesquels il combine avec adresse les deux procédés, et où l'on admirait une fécondité d'invention et une habileté de main qui le firent comparer à Sébastien Leclerc.
Il a, en outre, un talent particulier pour imiter la manière de divers maîtres ; et les pièces qu'il a exécutées dans le style de Rembrandt, du Guide, etc, ont trompé plus d'un connaisseur. Il appelait ces morceaux des impostures innocentes. On doit dire cependant, pour sa justification, qu'ils ne parurent qu'après sa mort, en un volume in-fol., publié en 1738, accompagné de 78 planches, et auquel est joint le Catalogue général de son œuvre, composé de plus de 1300 planches.
Il est l'un des premiers exégètes de l'estampe ; il rédige en 1732, un Discours sur les préjugés de certains curieux touchant la gravure, où il fait l'éloge de la gravure d'interprétation.
Il jouit d'une réputation justement acquise, lorsque son père choisit Amsterdam pour son séjour. Les libraires de cette ville s'empressent de mettre ses talents à contribution ; mais la multitude de travaux qu'on lui commande l'empêche d'apporter le soin qui faisait le mérite des premiers. On exige de lui des ouvrages froids et léchés : Bernard adopte cette manière pour satisfaire le goût du public ; et ses productions ne s'en ressentent que trop. Il gagne beaucoup d'argent mais aux dépens de sa réputation ; de son vivant même, il voit les connaisseurs ne faire cas que de ses premiers ouvrages.
Il est très laborieux, et son travail est facile ; de là résulte le grand nombre de pièces qu'il a produites : on doit même ajouter que la plupart sont gravées sur ses propres dessins, qu'il exécute avec un soin et un fini particuliers.
Dans ses compositions, il essaie d'imiter le faire d'Antoine Coypel : et il n'est pas moins riche ni moins abondant que lui; mais il en a pris l'afféterie et les grâces maniérées. Cependant son œuvre est extrêmement curieuse et piquante par la variété des sujets et par l'esprit avec lequel ils sont composés.

## Œuvres

### Quelques œuvres majeures

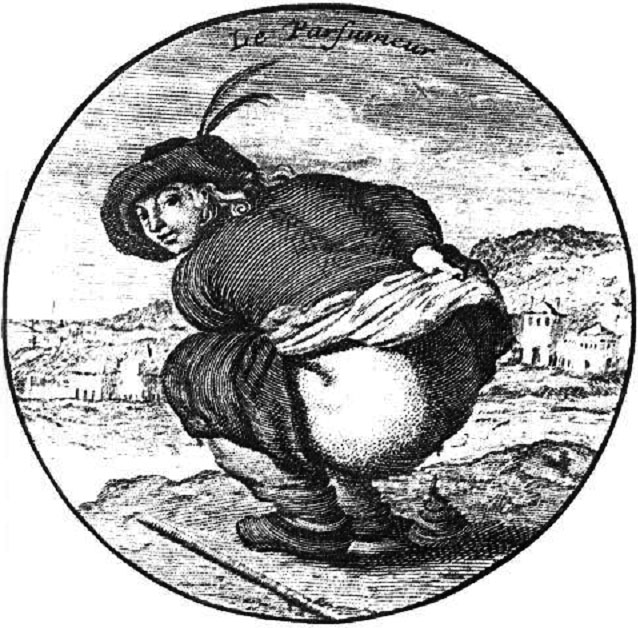
Le parfumeur.

- Parmi ses Portraits, les plus remarquables sont ceux de son père, de Roger de Piles, du prince Eugène, et celui (en médaillon) du Régent soutenu par Apollon et Minerve, d'après Coypel.
- Sa pièce capitale est le Massacre des Innocents, grande composition d'après lui-même.
- On cite également ses Epithalames, suite composée de douze pièces extrêmement gracieuses.
- Parmi les planches qu'il a gravées d'après différents maîtres, on distingue le Temps qui découvre la Vérité et les Bergers d'Arcadie, d'après Nicolas Poussin, et les Muses Calliope et Terpsichore, d'après Eustache Le Sueur.
- Mais ce qui a rendu son nom pour ainsi dire populaire, ce sont les planches qu'il a jointes au Traité des cérémonies religieuses de toutes les nations[4], ouvrage dont les gravures forment le seul mérite : le texte de l'édition originale (Jean-Frédéric Bernard, Amsterdam, 1723-43, 11 vol. in-folio), rédigé par Jean-Frédéric Bernard et Antoine-Augustin Bruzen de la Martinière, défigure, pour les tourner en ridicule, les dogmes et les rites de l'Église catholique. Celui de l'édition de 1783 insulte également toutes les communions chrétiennes. On fait peu de cas des éditions suivantes, dont les planches sont absolument usées[3].
- Atlas, gravure du géant supportant la Terre.
- Le parfumeur, gravure scatologique très réputée.
- La fortune des actions, dans un recueil de gravures paru à Amsterdam en 1720 et moquant la faillite de cette même année, connue sous le nom de crise de Law, Het Groote Tafereel der Dwaasheid.

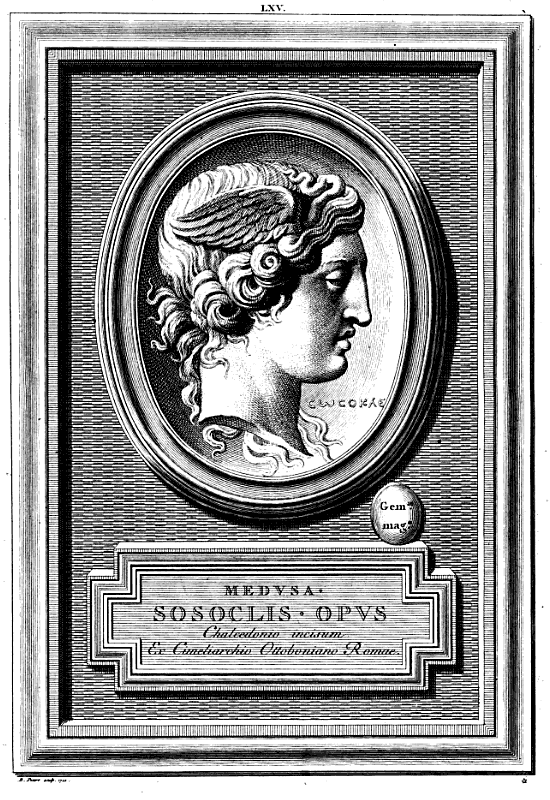
Pierres antiques gravées - Méduse.

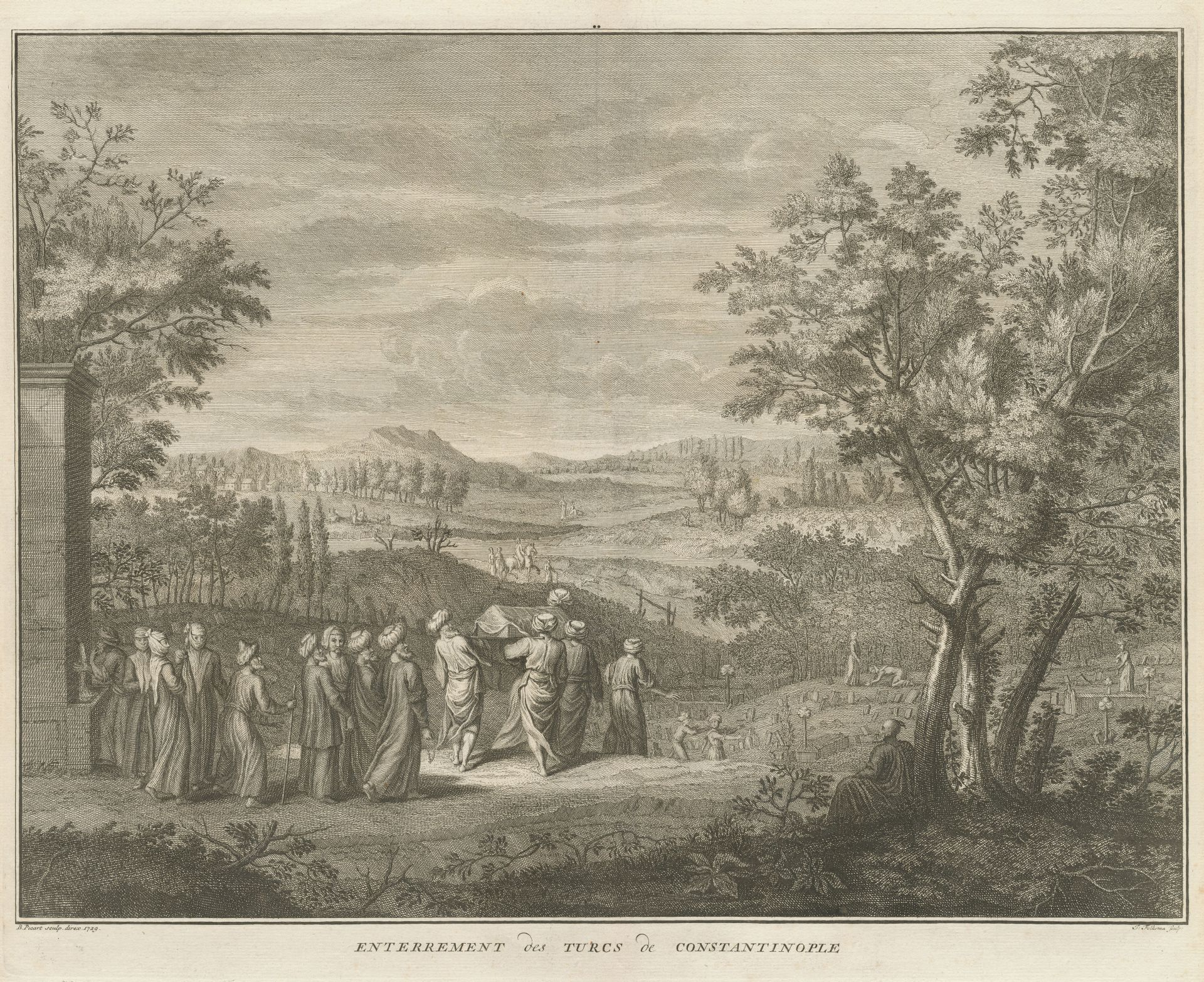
Enterrement des Turcs de Constantinople (Cérémonies et coutumes religieuses), 1729.

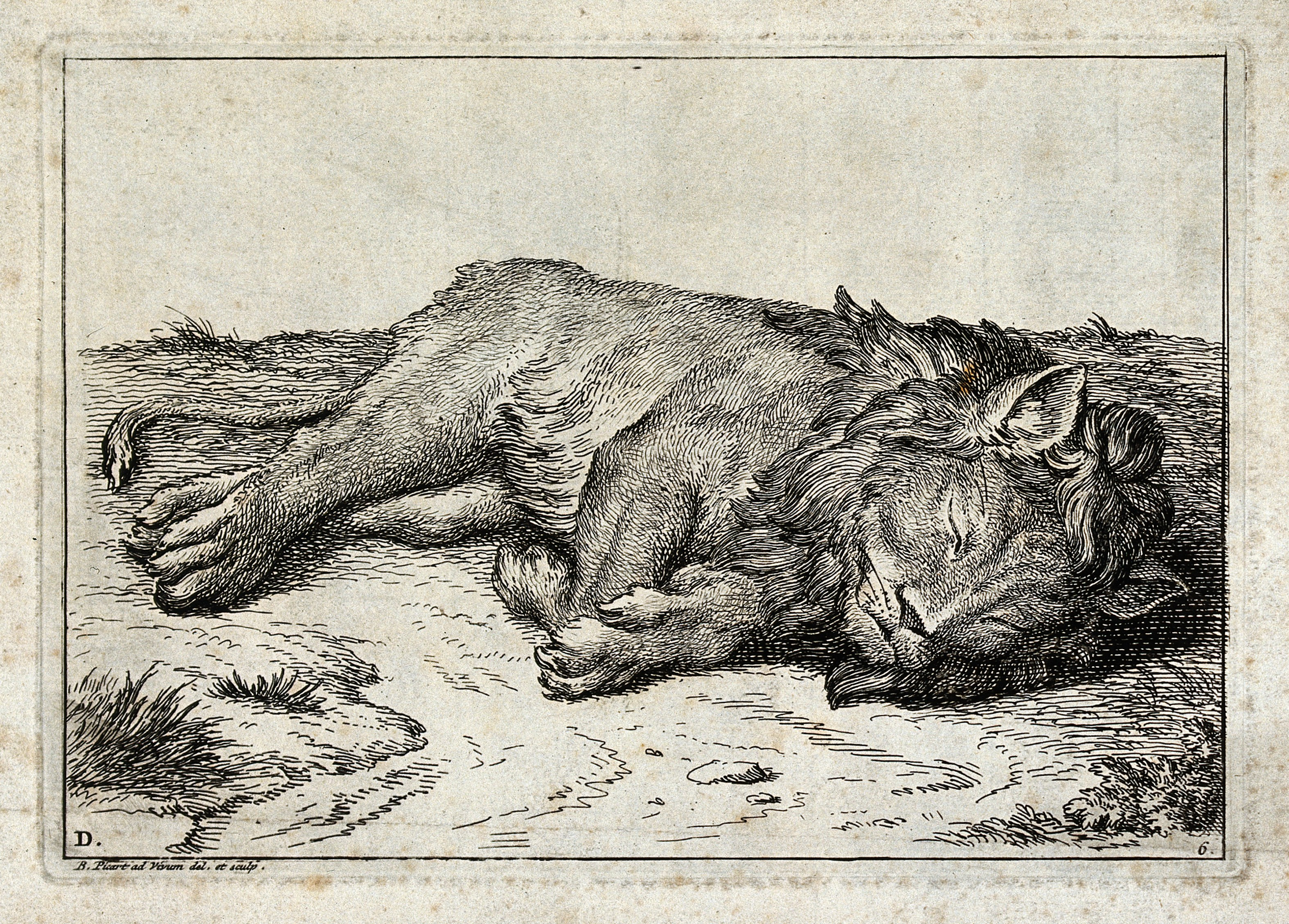
Bernard Picart d'après lui-même, gravure pour le recueil des Lions, 1729.

- Zeus et Sémél.

### Contributions bibliophiliques (sélection, ordre chronologique)
- Recueil de planches de modes et de costumes du XVIIe siècle par Picart, Bonnart et Chiquet, Picart, Duchange, Mariette et Bonnart, Paris, 1690-1710.
- Jacques-Martin Hotteterre, Principes de la flûte traversière, ou flûte d'Allemagne, de la flûte à bec ou flûte douce et du hautbois, divisés par traités, chez Ballard, Paris, 1707.
- Samuel Pitiscus, Lexikon antiquitatum romanorum, Leeuwarden, 1713.
- Jacques Lenfant, Histoire du concile de Constance, tirée principalement d'auteurs qui ont assisté au concile, enrichie de portraits, portrait de Jean de Gerson gravé par Bernard Picart, 2 volumes, chez Pierre Humbert, Amsterdam, 1714.
- Amédée François Frézier, Relation du voyage de la mer du Sud aux c^tes du Chili, du Pérou et du Brésil, fait pendant les années 1712, 1713 et 1714, chez Pierre Humbert, Amsterdam, 1717.
- Cornelis De Bruyn, Voyages de Corneille Le Brun par la Moscovie, en Perse et aux Indes Orientales, ouvrage enrichi de plus de 320 tailles-douces des plus curieuses, on y a ajouté la route qu'a suivie Mr. Isbrants, ambassadeur de Moscovie, en traversant la Russie et la Tartarie, pour se rendre en Chine, et quelques remarques contre MM. Chardin et Kempfer, chez les frères Wetstein, Amsterdam, 1718.
- Discours historiques, critiques, théologiques, sur les événements du vieux et du nouveau Testament, Bernard Picart, Amsterdam, 1720.
- Cérémonies et coutumes religieuses de tous les peuples du monde, représentées par des figures dessinées de la main de Bernard Picart avec des explications historiques et des dissertations curieuses, 1723-1737, réédition L. Prudhomme, Paris, 1809[5].
- Philippe de Stosch, Gemmæ antiquæ cælatæ, scalptorum nominibus insignitæ - Pierres antiques gravées, sur lesquelles les graveurs ont mis leurs noms, dessinées et gravées en cuivre sur les originaux ou d'après les empreintes par Bernard Picart, tirées des principaux cabinets de l'Europe, expliquées par Philippe de Stosch, chez Bernard Picart le Romain, Amsterdam, 1724[6].
- Aubry de La Mottraye, Voyage du sr. A. de La Mottraye en Europe, Asie et Afrique, où l'on traverse une grande variété de recherches géographiques, historiques et politiques, gravures de William Hogarth [1723], reprises en partie par Bernard Picart, T. Johnson et J. Van Duren, La Haye, 1727.
- Suite de la vie du diacre Pâris, frontispice de Bernard Picart, vers 1727-1729[7].
- Bernard Le Bouyer de Fontenelle, Œuvres diverses de M. de Fontenelle de l'Académie française, Amsterdam, 1728.
- Recueil de "Lions", dessinés d'après nature par divers maîtres et gravés par Bernard Picart, divisé en six livres chacun de six feuilles, 42 eaux-fortes d'après Albrecht Dürer, Charles Le Brun, Rembrandt, Amsterdam, 1729[8].
- Œuvres de Nicolas Boileau-Despréaux avec des éclaircissements historiques donnés par lui-même, figures gravées par Bernard Picart, 2 volumes, chez François Changuion, Amsterdam, 1729.
- Ovide, Ovid's Metamorphoses in Latin and English, translated by the most eminent hands, with historical explications of the fables, written in French by the Abbot Banier, adorned with sculptures by Bernard Picart and other able masters, Wetsteins and Smith, 1732.
- Frédéric-Henri d'Orange-Nassau, Mémoires de Frédéric-Henri, prince d'Orange, qui contiennent ses expéditions militaires depuis 1621 jusqu'à l'année 1646, enrichis du portrait du prince et de figures représentant ses actions les plus mémorables, chez P. Humbert, Amsterdam, 1733.
- Antoine de La Barre de Beaumarchais, Le temple des muses, 1733.
- L'art de monter à cheval, ou description du manège moderne dans sa perfection, Pierre Gausse et Jean Neaulme, 1733.
- Pierre Lebrun, Superstitions anciennes et modernes, préjugés vulgaires qui ont induit les peuples à des usages et à des pratiques contraires à la religion, avec des figures qui représentent ces pratiques, chez Jean-Frédéric Bernard, Amsterdam, 1733-1736.
- Impostures innocentes, ou recueil d'estampes d'après divers peintres illustres tels que Raphaël, Le Guide, Carlo Maratta, Le Poussin, Rembrandt, etc., gravées à leur imitation et selon le goût particulier de chacun d'eux, et accompagnées d'un discours sur les préjugés de certains curieux touchant la gravure, par Bernard Picart, dessinateur et graveur, avec son éloge historique et le catalogue de ses ouvrages, Veuve de Bernard Picart, Amsterdam, 1734[2].
- Erasmus Alberus, L'Alcoran des cordeliers, tant en latin qu'en français, c'est-à-dire recueil des plus notables bourdes et blasphèmes de ceux qui ont osé comparer Saint François à Jésus-Christ, tiré du grand livre des conformités, jadis composé par Frère Barthelemi de Pise, cordelier en son vivant, aux dépens de la Compagnie, Amsterdam, 1734.
- Fénelon, Les aventures de Télémaque, fils d'Ulysse, figures en taille-douce par Bernard Picart, Wetstein, Amsterdam, 1734.
- Pétrone, Poème de Pétrone sur la guerre civile entre César et Pompée, avec deux épîtres d'Ovide, chez François Changuion, Amsterdam, 1737.
- Henri Sauval, Galanteries des rois de France depuis le commencement de la monarchie, 2 volumes, 7 gravures hors-texte par Bernard Picart, Charles Moette, Paris, 1738.
- François Rabelais, Œuvres de Maître François Rabelais, avec des remarques historiques et critiques de Monsieur Le Duchat - Nouvelle édition ornée de figures de Bernard Picart, Jean-Frédéric Bernard, Amsterdam, 1741.
- Voyage historique de l'Amérique méridionale fait par ordre du Roi d'Espagne par Don George Juan et par Don Antoine de Ulloa et qui contient une histoire des Incas du Pérou et les observations astronomiques et physiques faites pour déterminer la figure et la grandeur de la terre, Arkstee et Merkus, Amsterdam et Leipzig, 1752.
- Térence, Les comédies de Térence, avec la traduction et les remarques de Madame Dacier, nouvelle édition revue et corrigée d'un nombre considérable de fautes, 2 volumes, Arkstee et Merkus, 1767.

### Galerie desCérémonies et coutumes religieuses

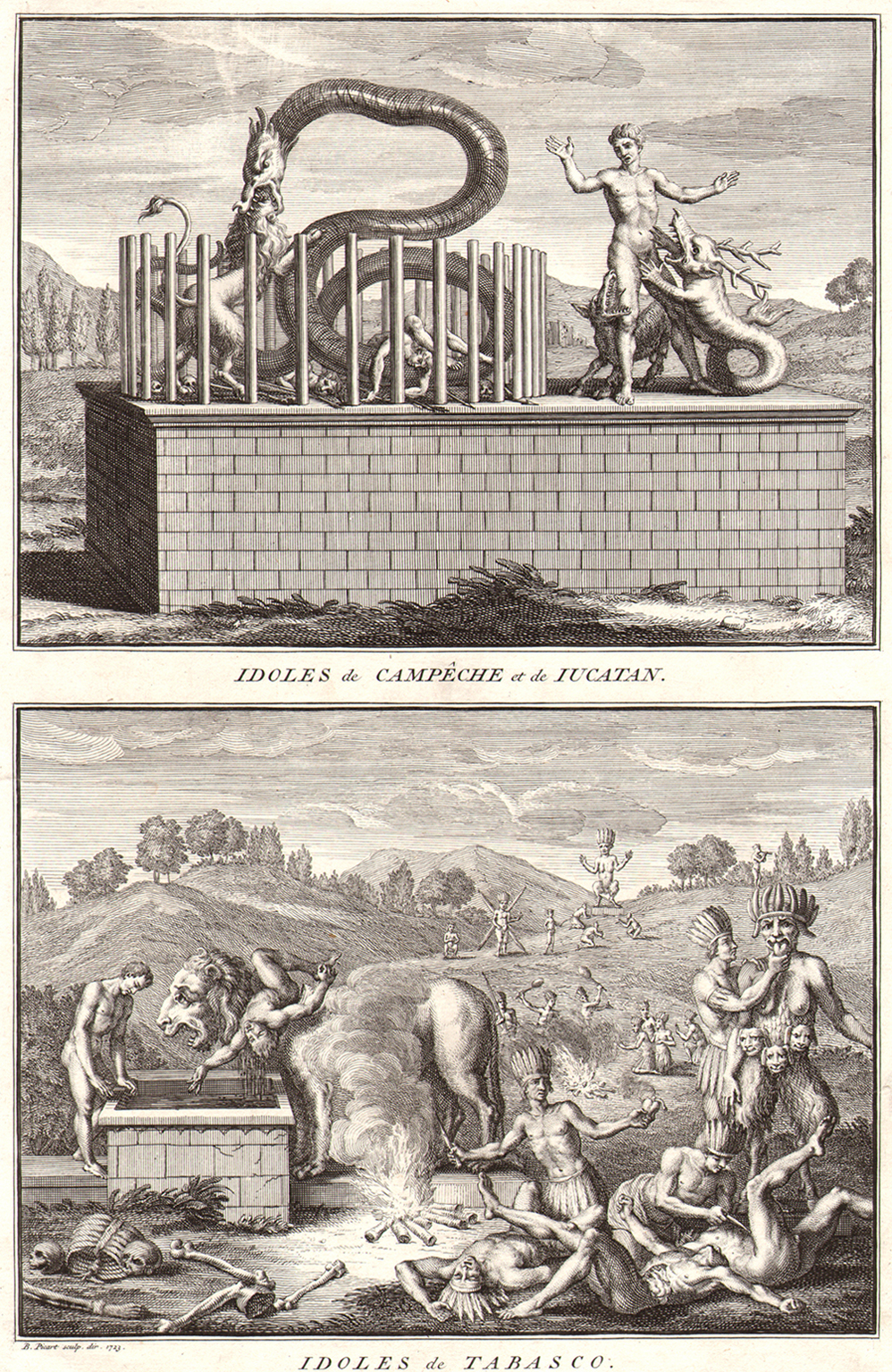
Idoles au Yucatan et à Tabasco
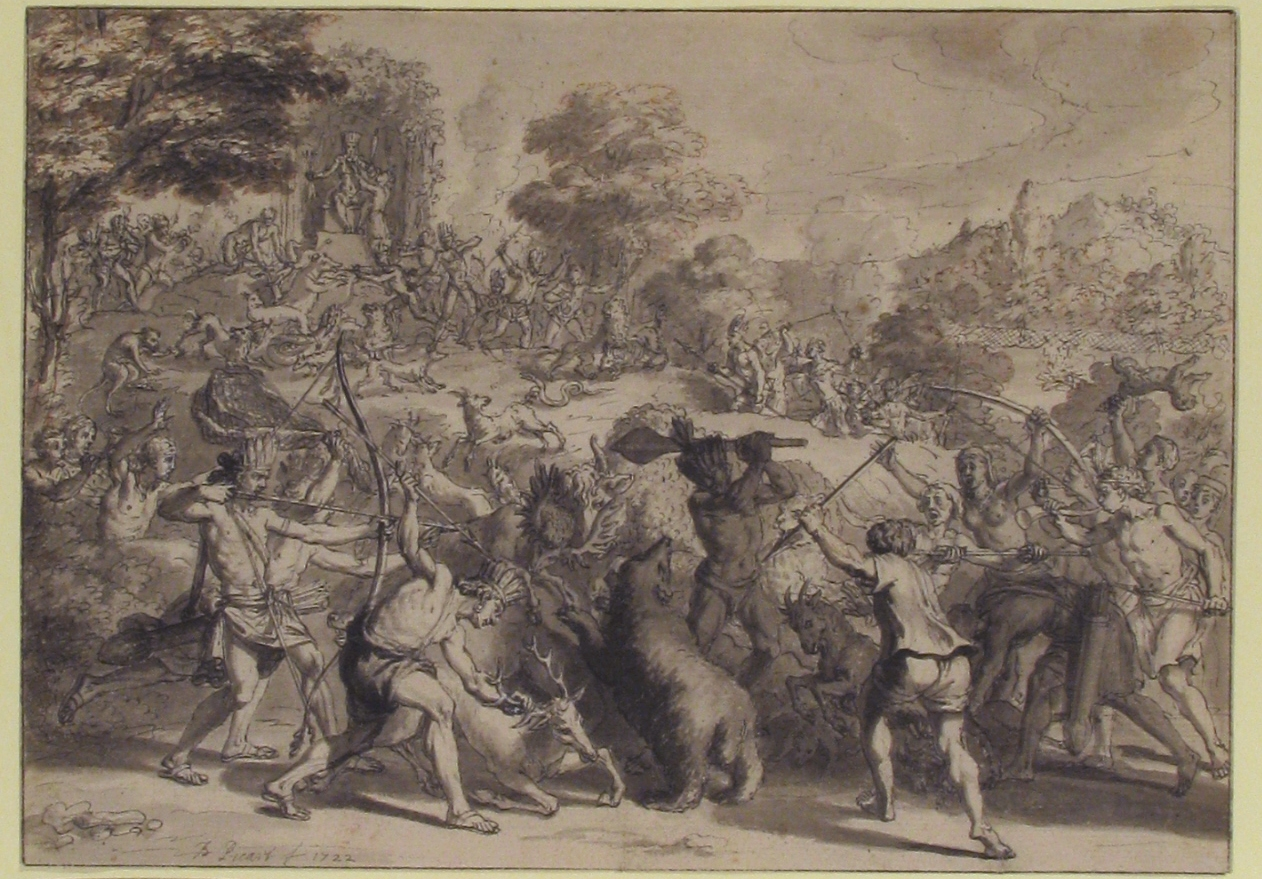
Sacrifice au dieu de la chasse au Mexique
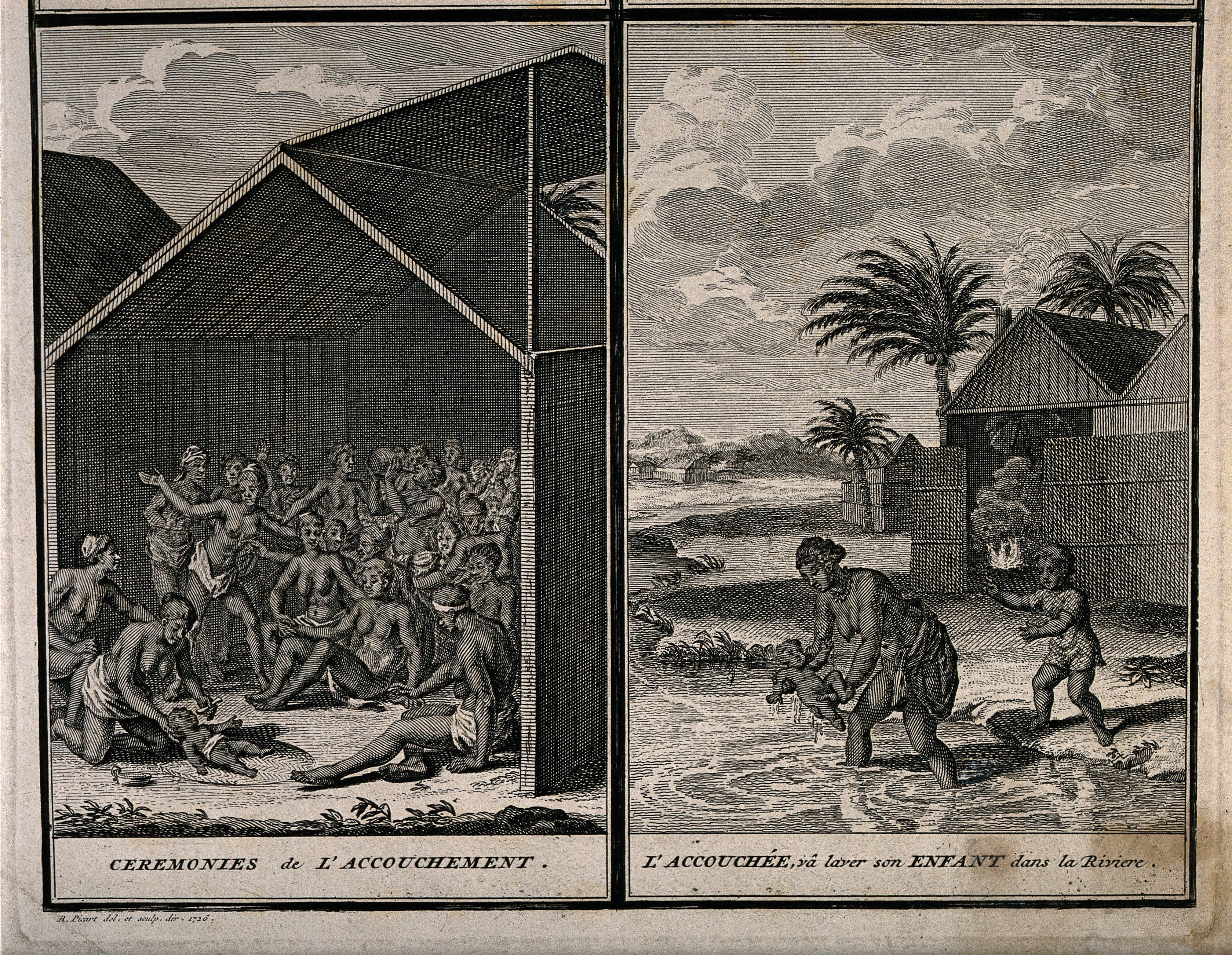
Cérémonies de l'accouchement
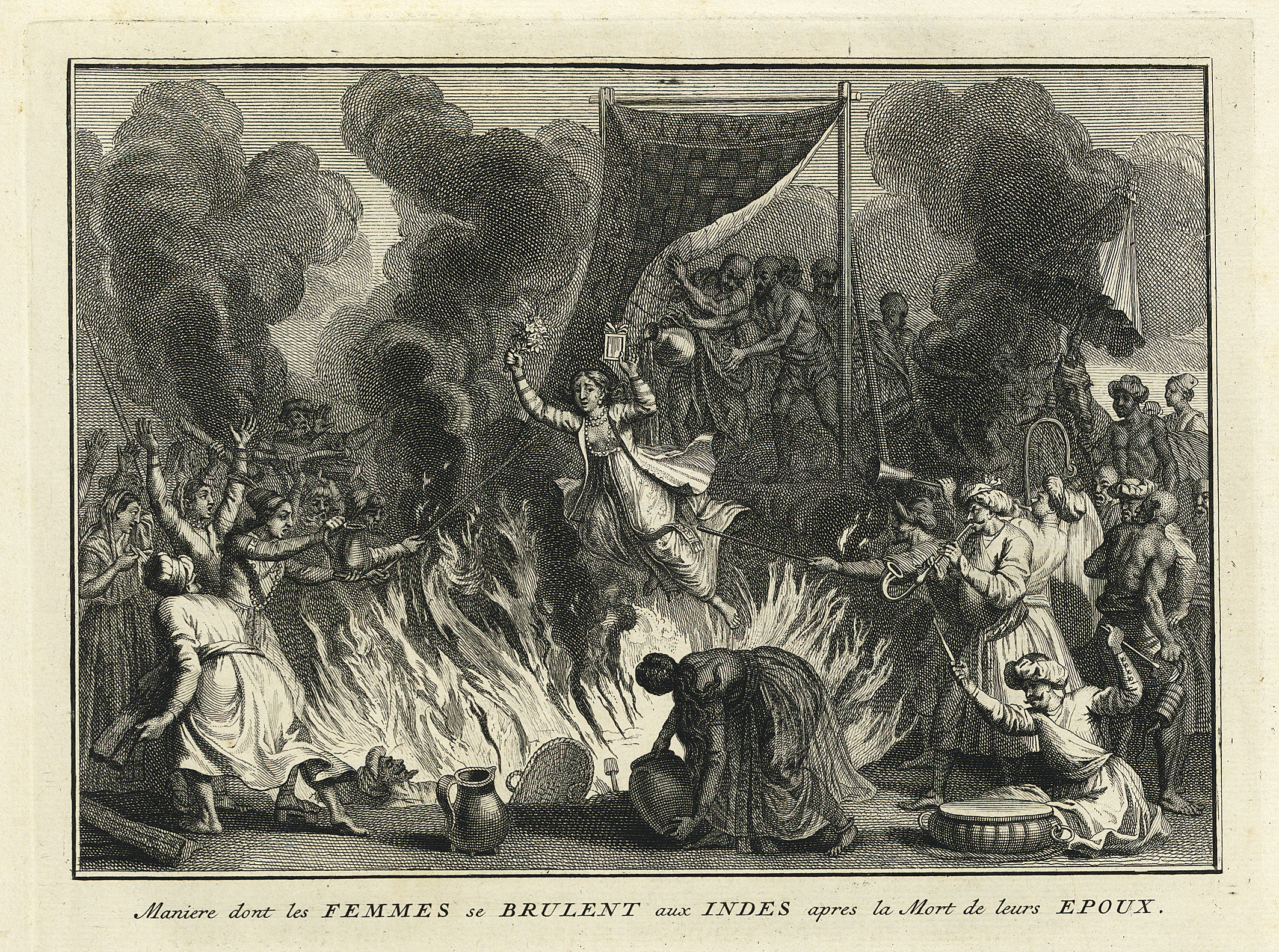
Veuves se brûlant aux Indes
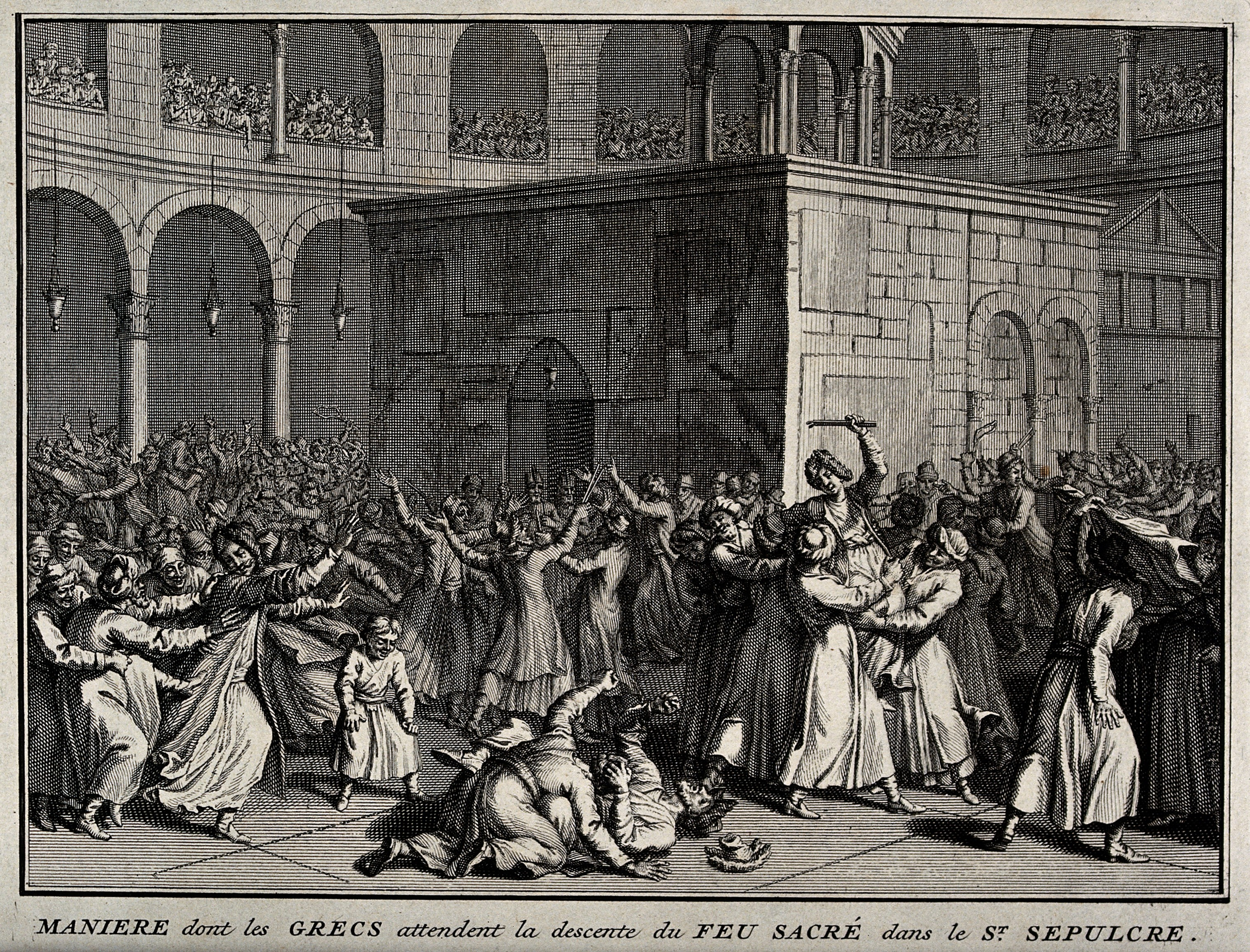
Manières dont les Grecs donnent le feu sacré au Saint-Sépulcre
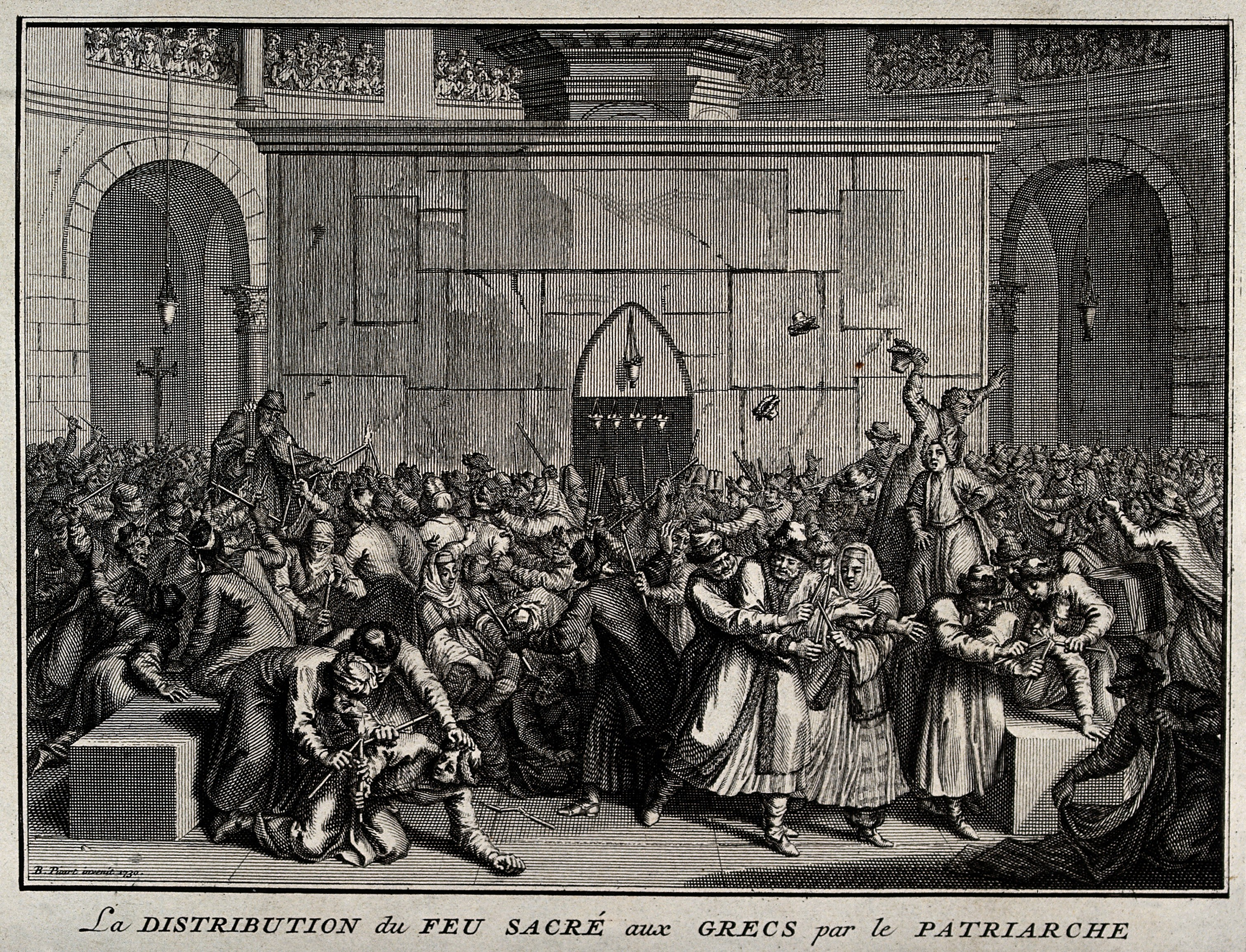
Distribution du feu sacré aux Grecs par le Patriarche orthodoxe
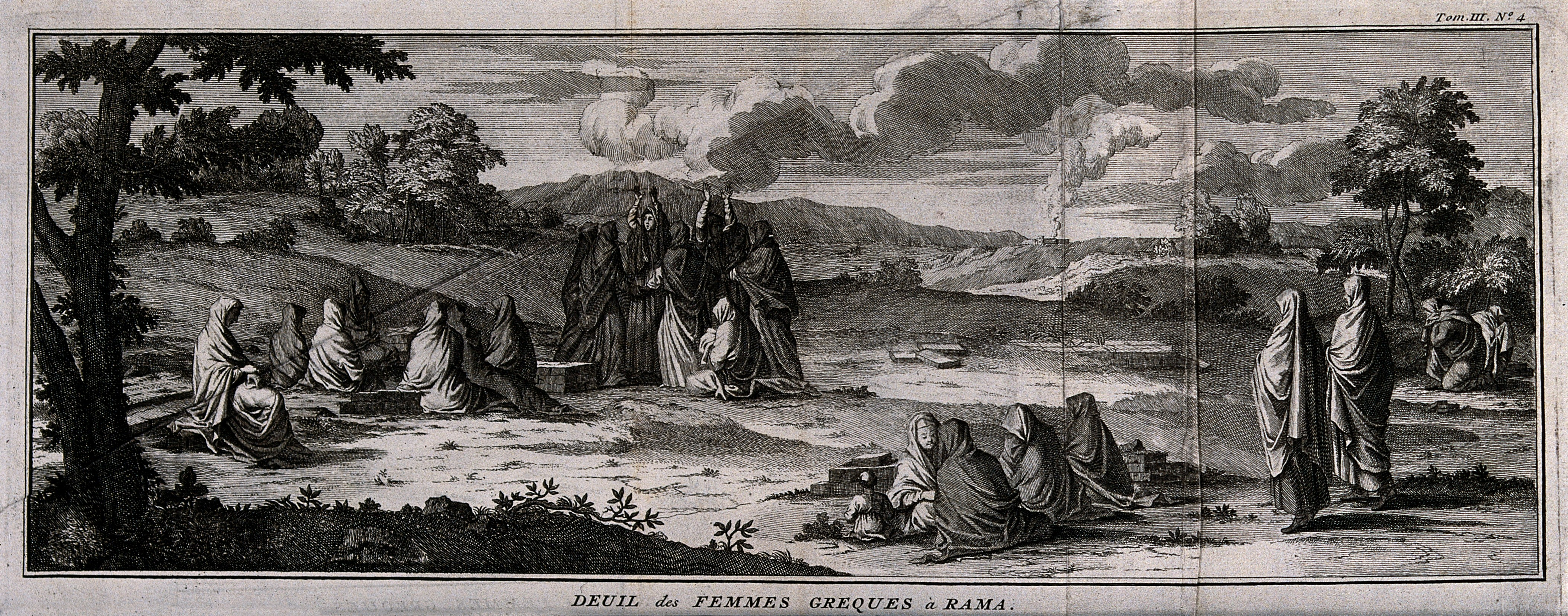
Deuil des femmes grecques à Rama
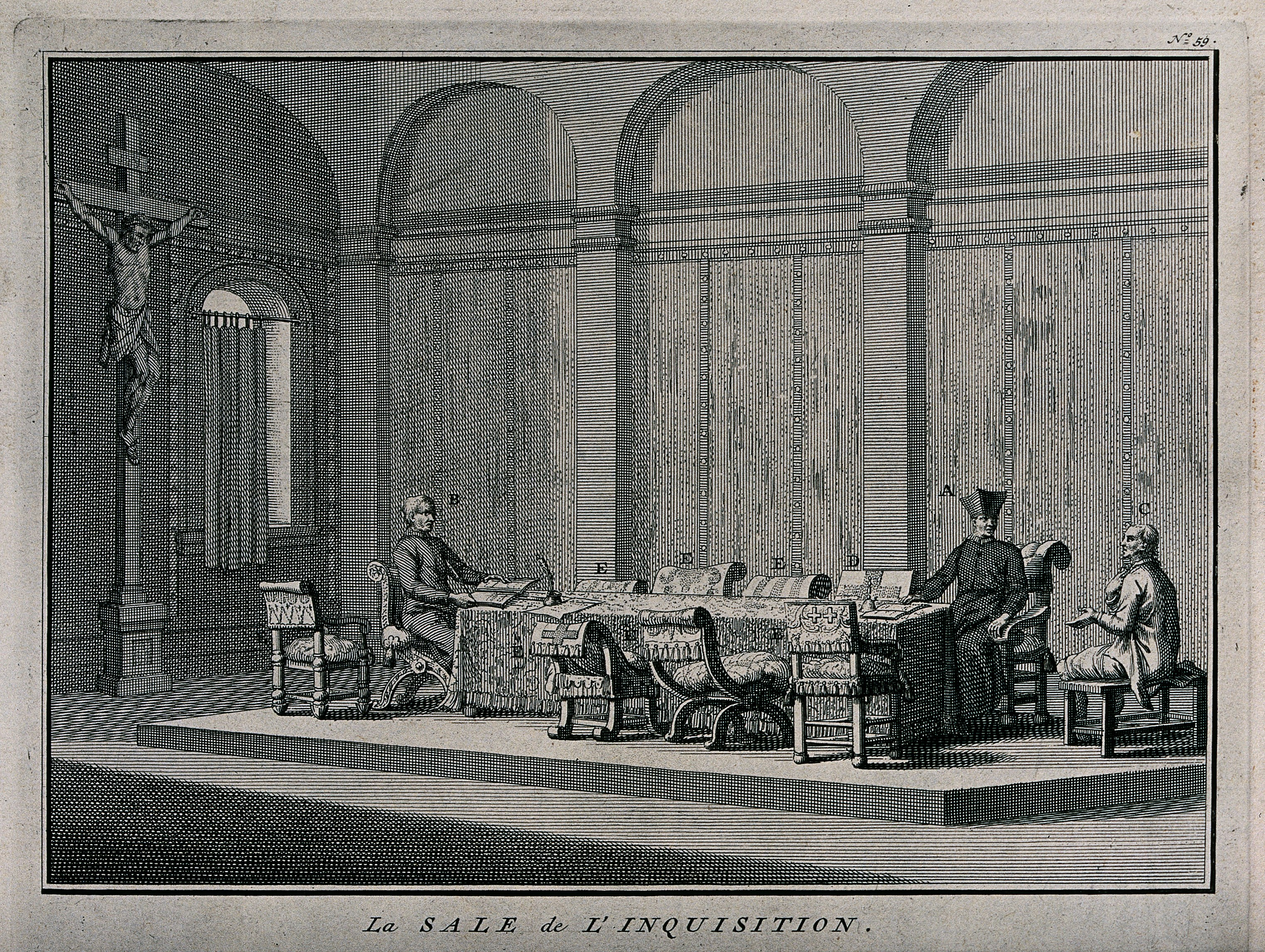
La salle d'interrogatoire de l'Inquisition (avec deux prêtres et un hérétique)
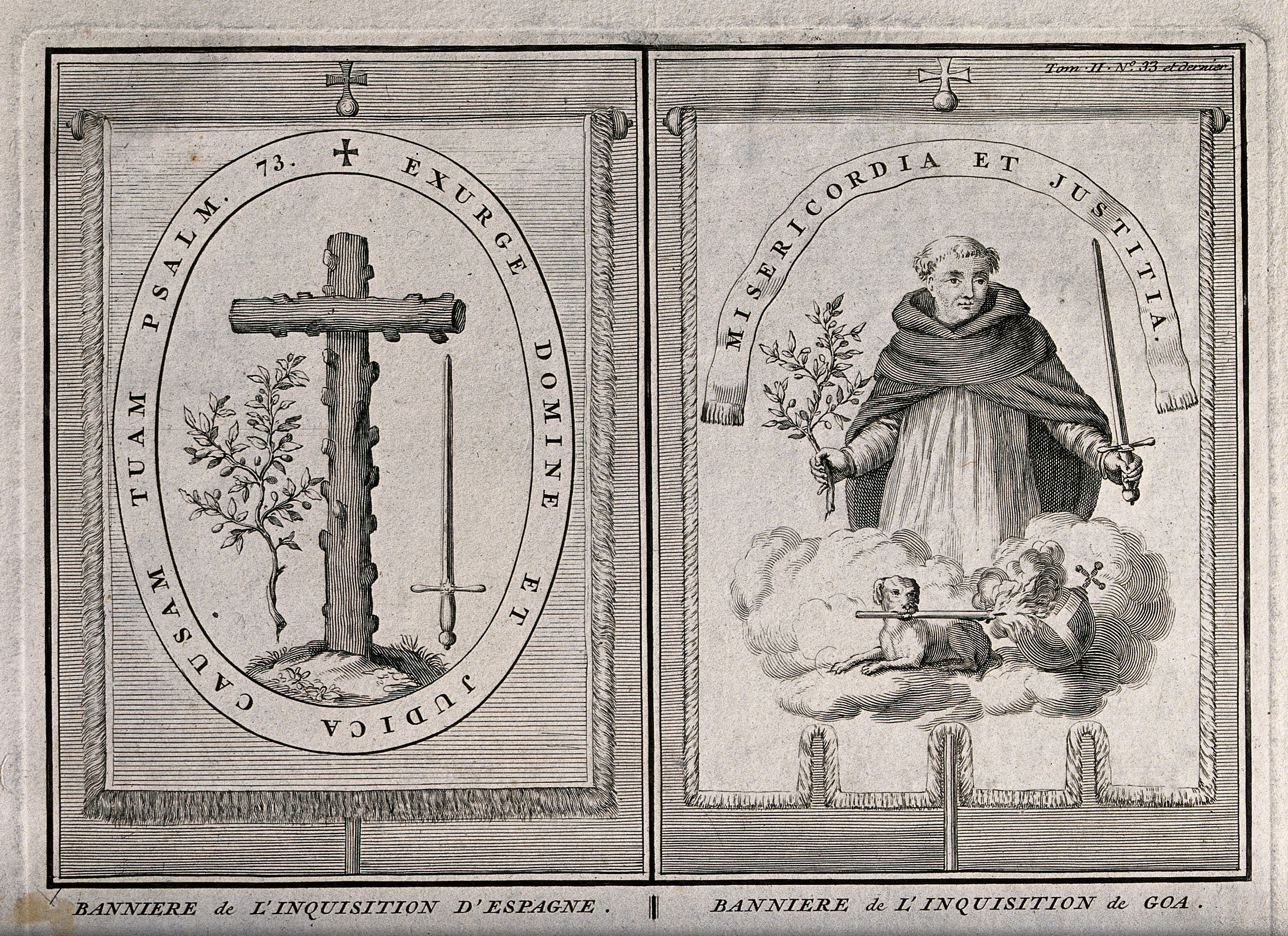
Bannières de l'Inquisition d'Espagne et de Goa
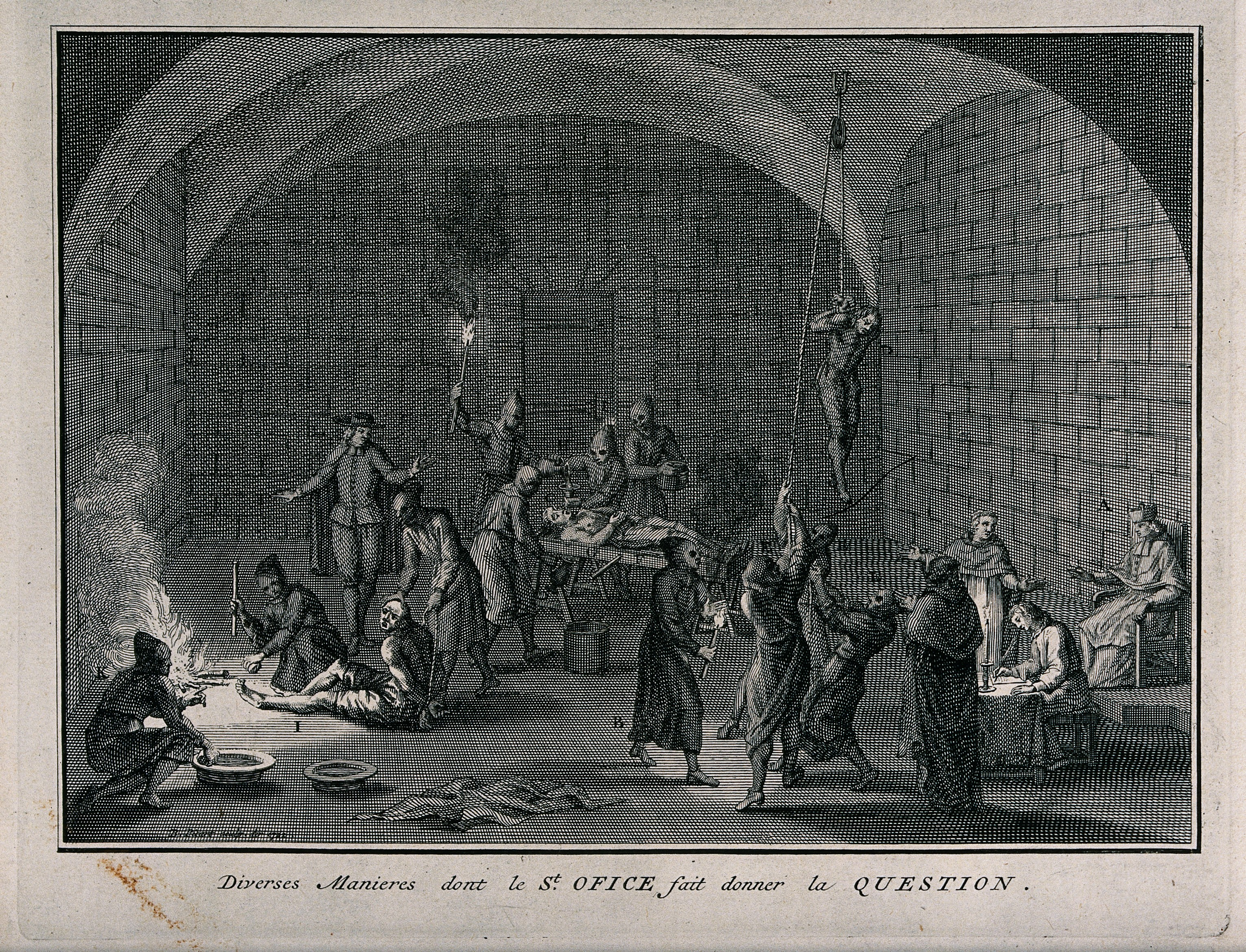
Manières dont le Saint-Office fait donner la question
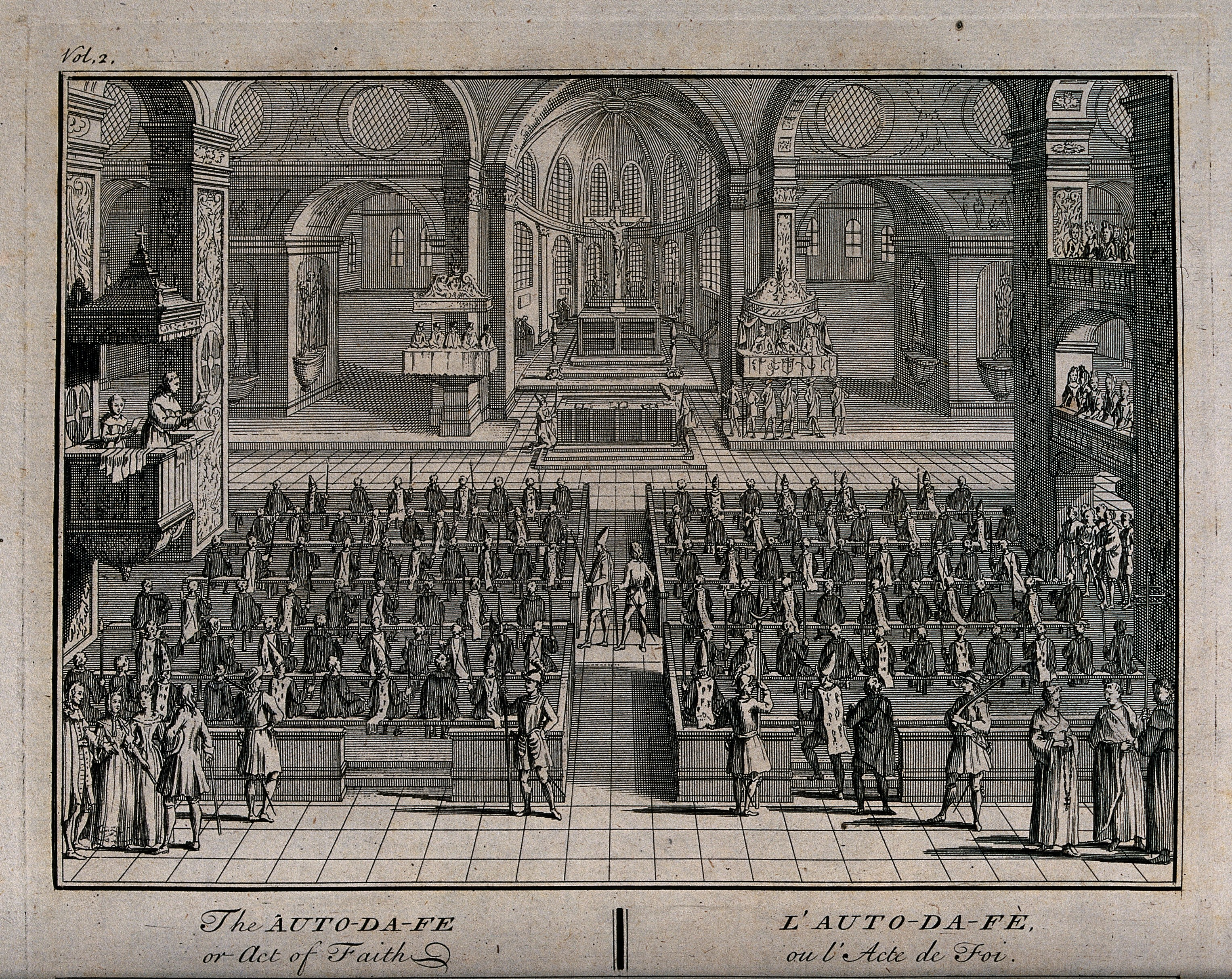
Autodafé ou acte de foi tenu dans une église (Inquisition espagnole)
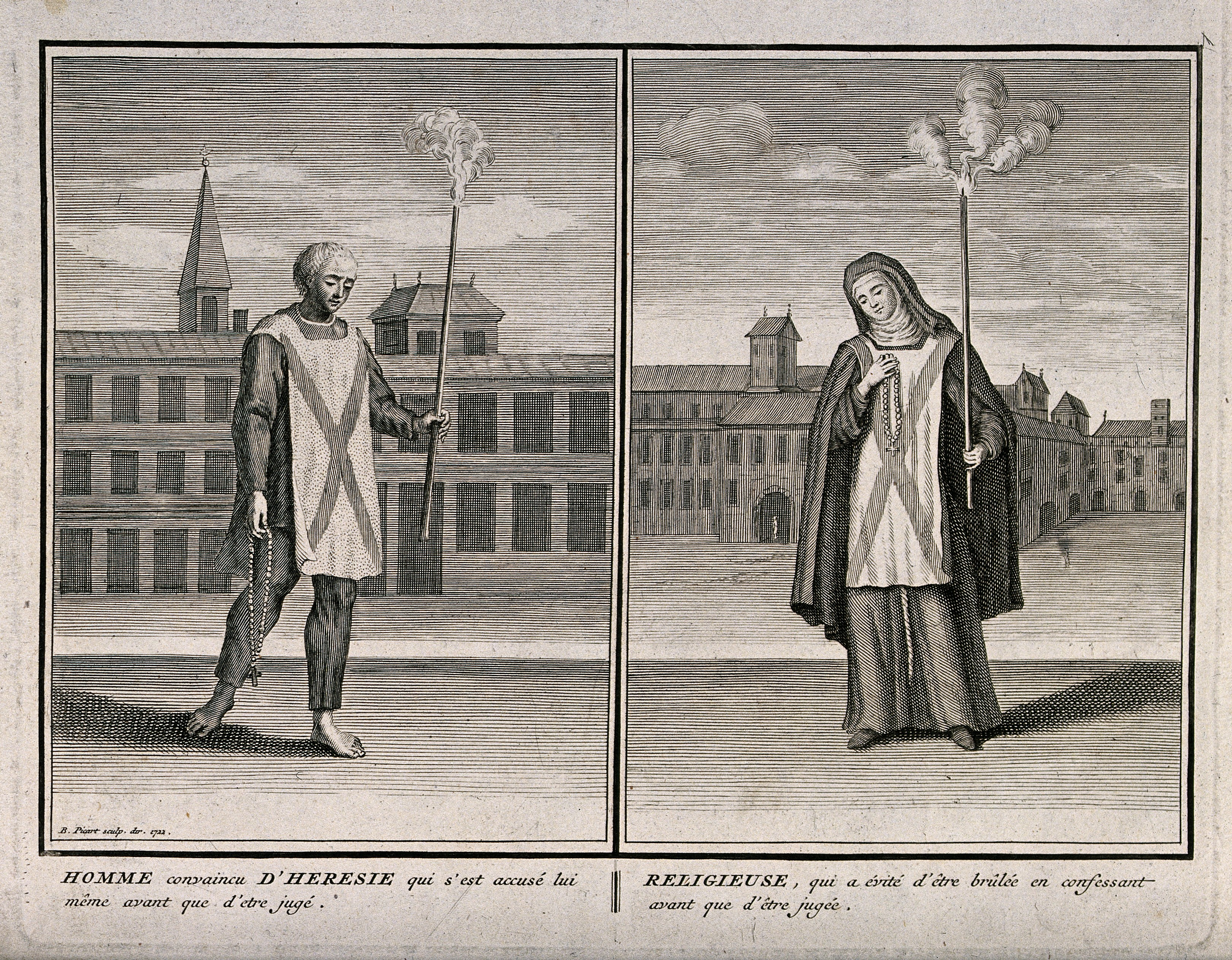
Inquisition espagnole, homme et religieuse convaincus d'hérésie
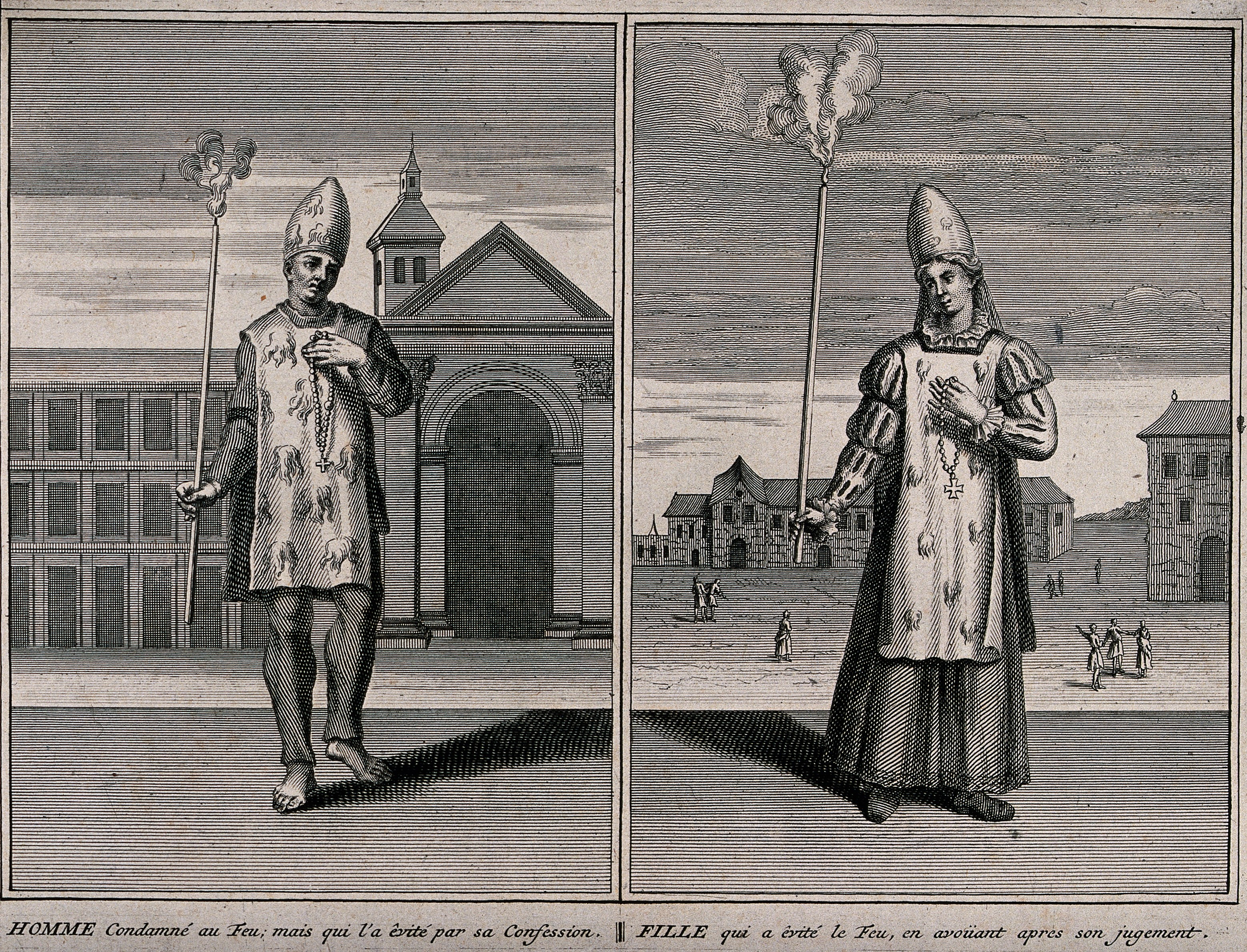
Homme et femme condamnés au bûcher puis graciés
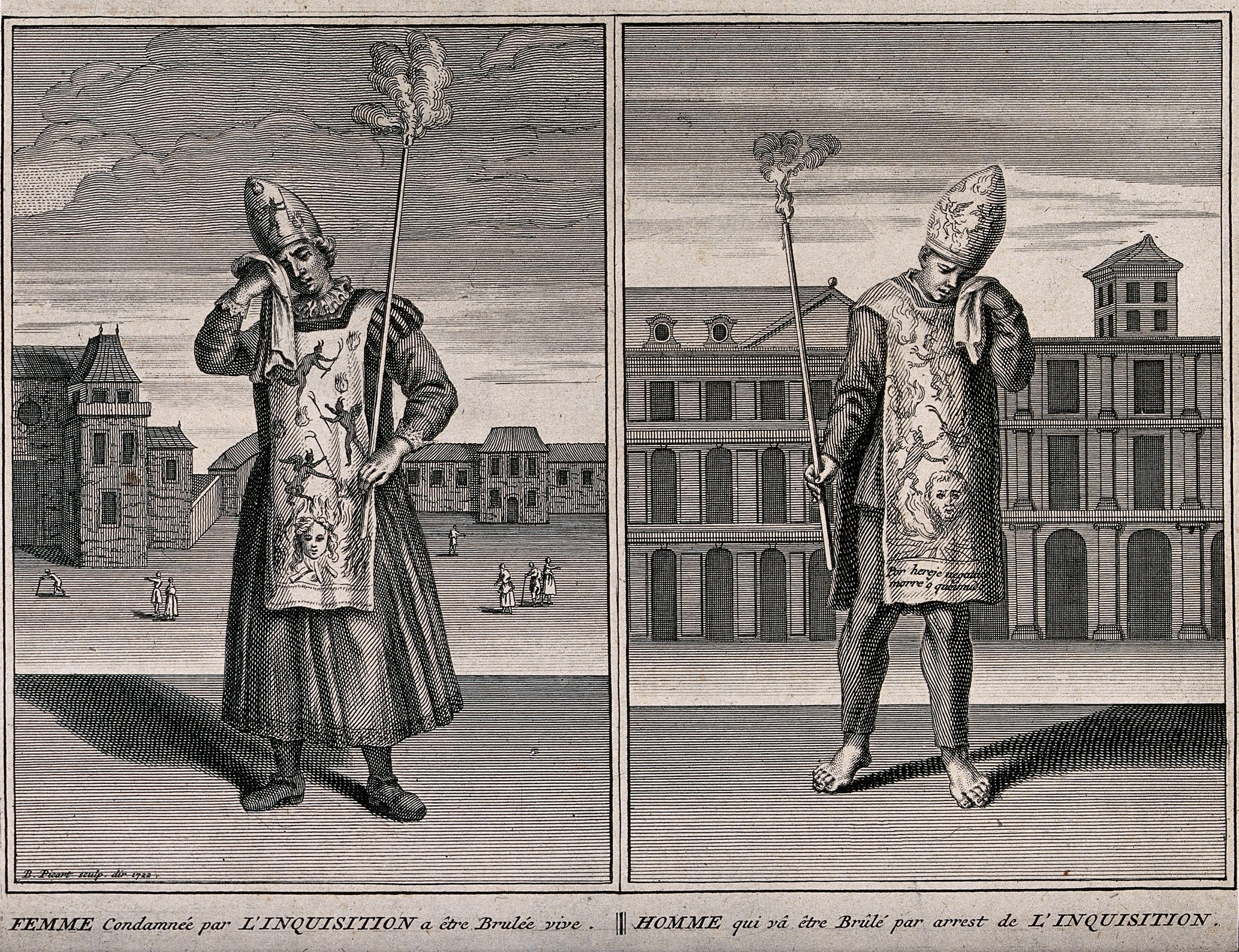
Femme et homme condamnés au bûcher par l'Inquisition espagnole
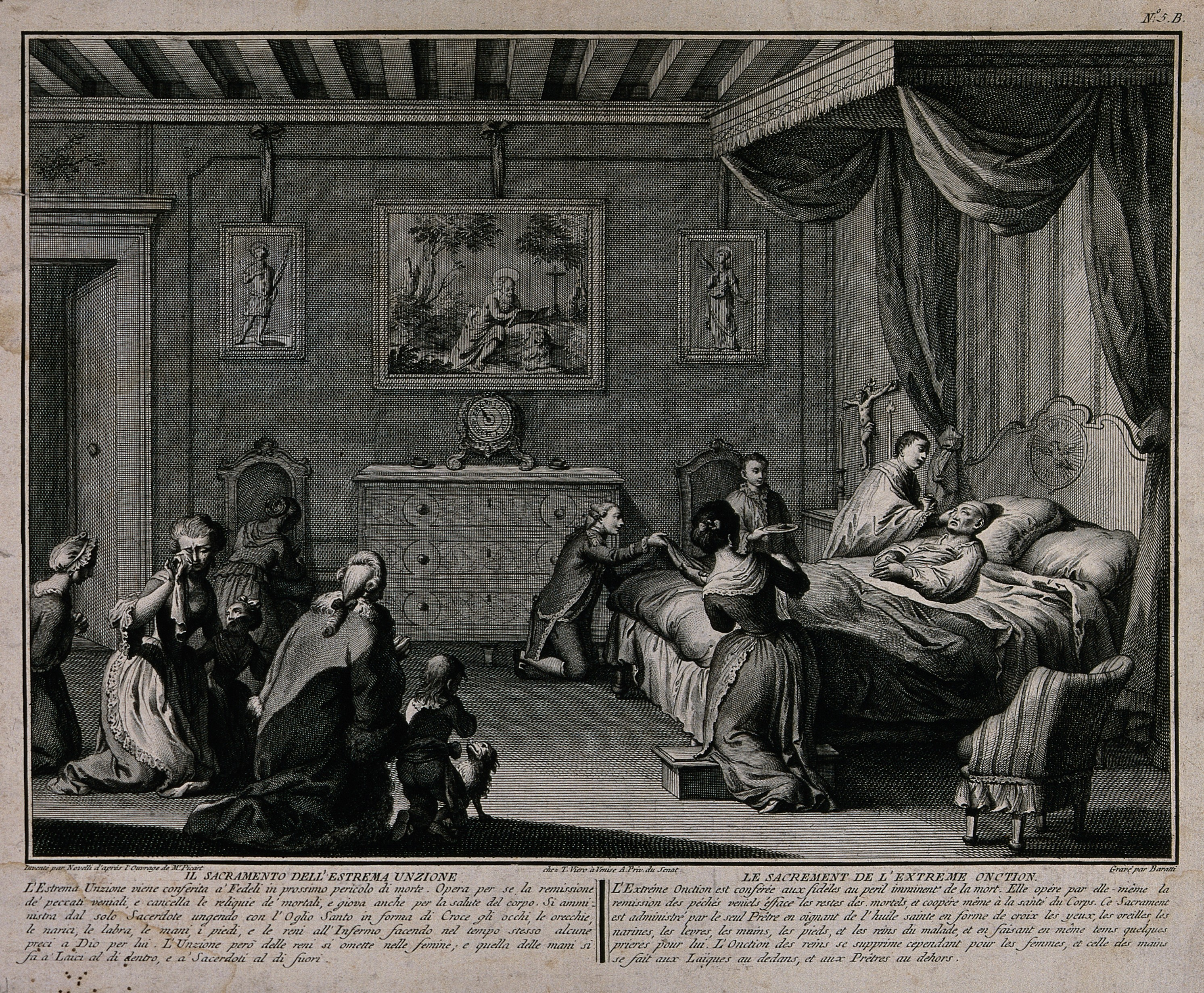
Extrême-onction
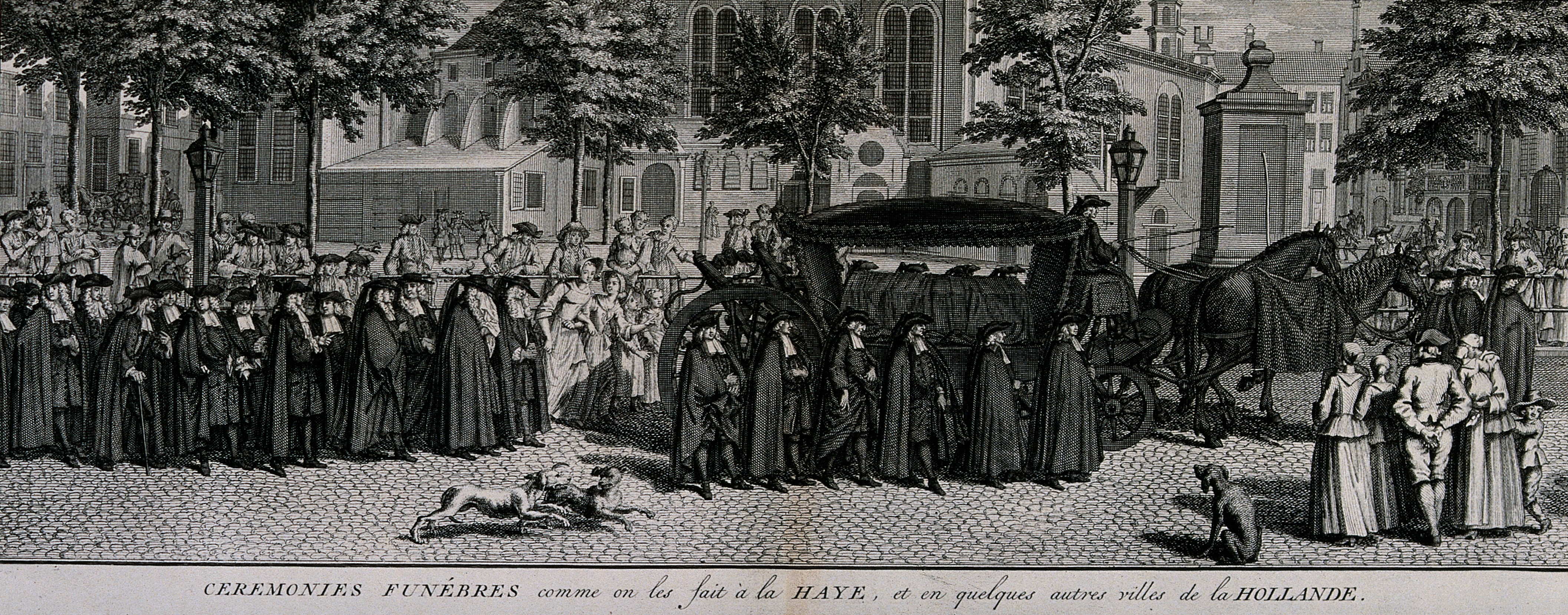
Cérémonies funèbres à La Haye
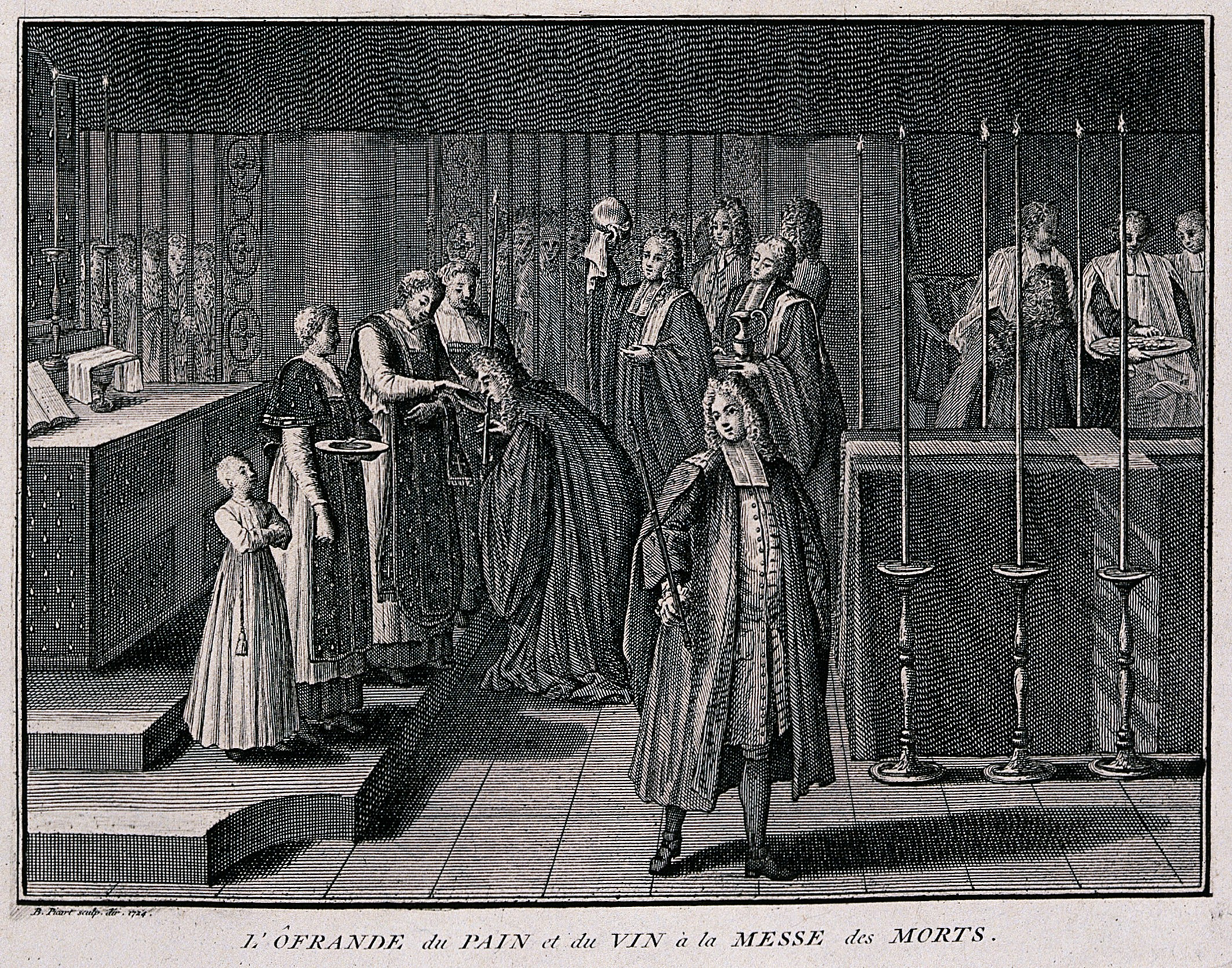
Offrande du pain et du vin à la messe des morts
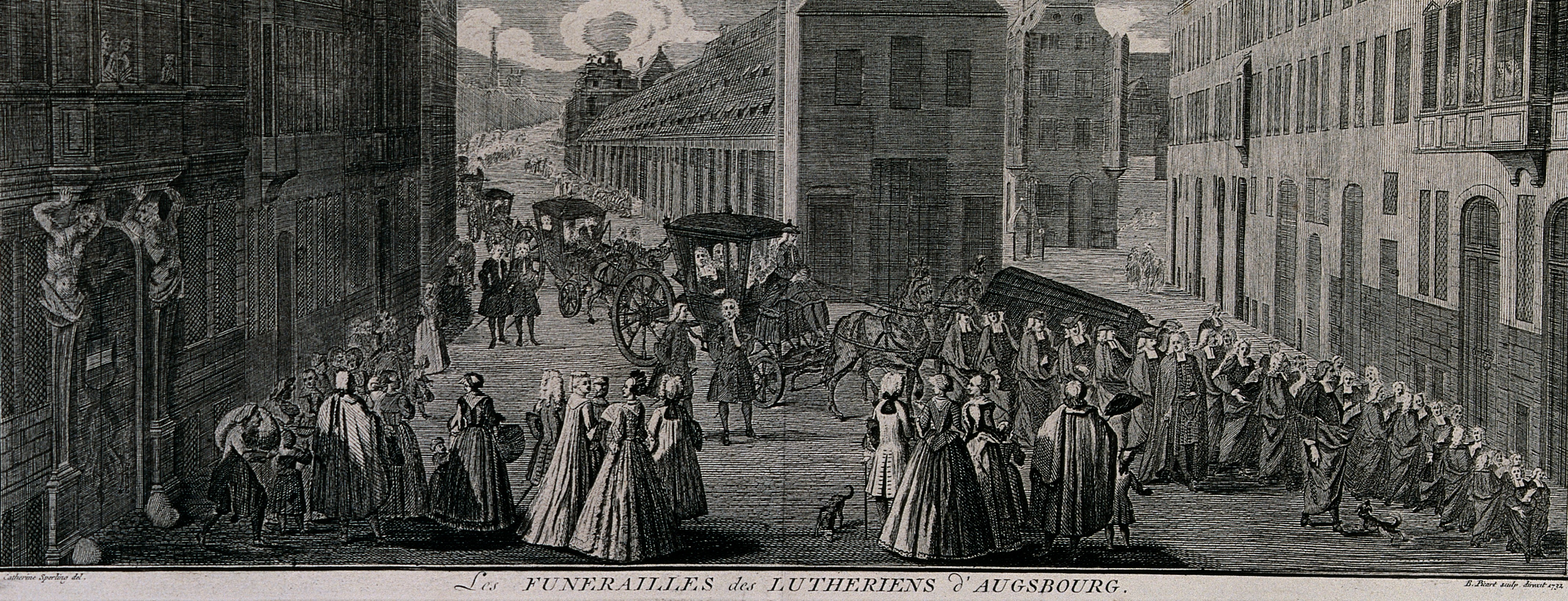
Funérailles des Luthériens d'Augsbourg
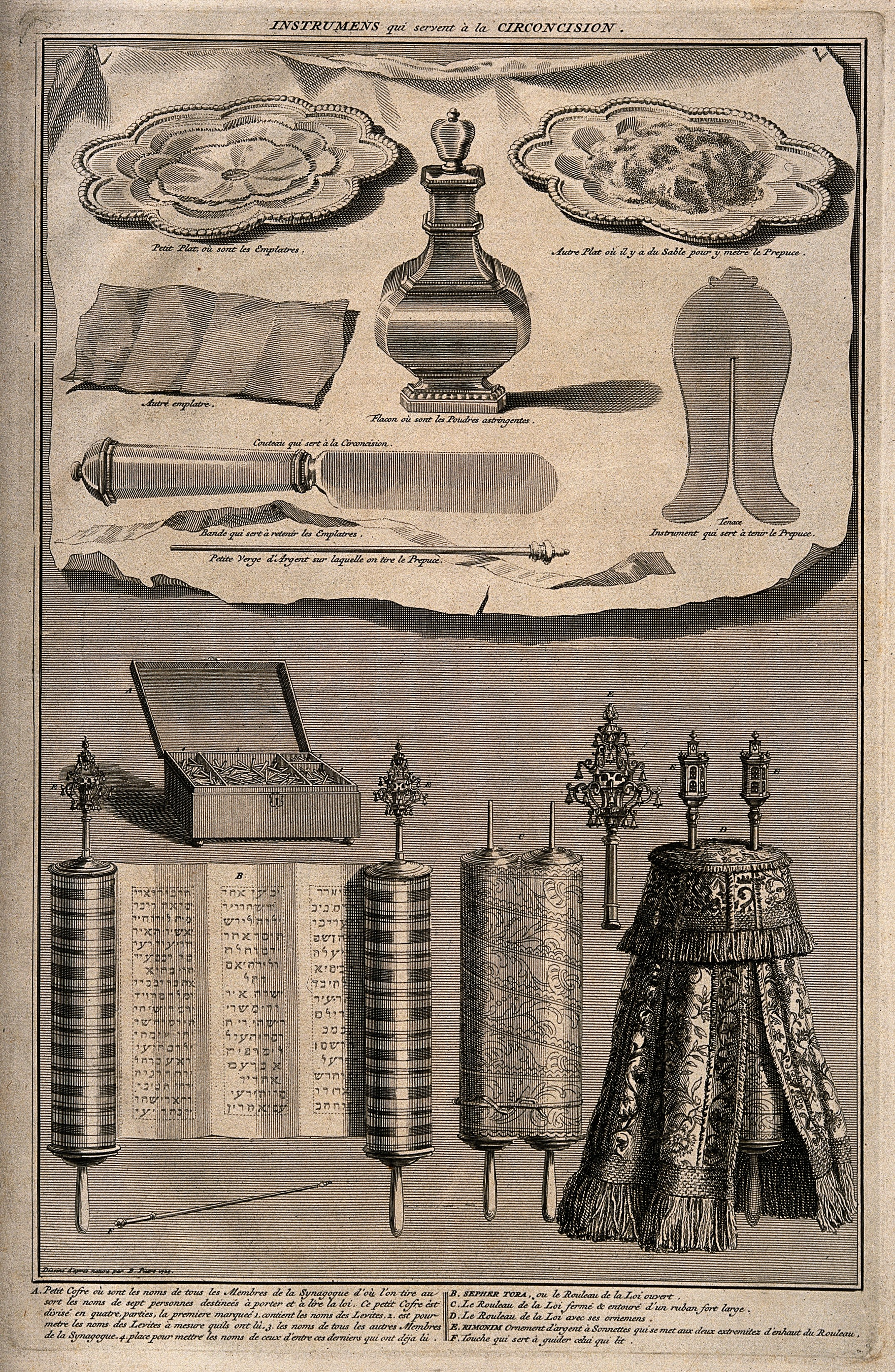
Instruments de circoncision et objets sacrés
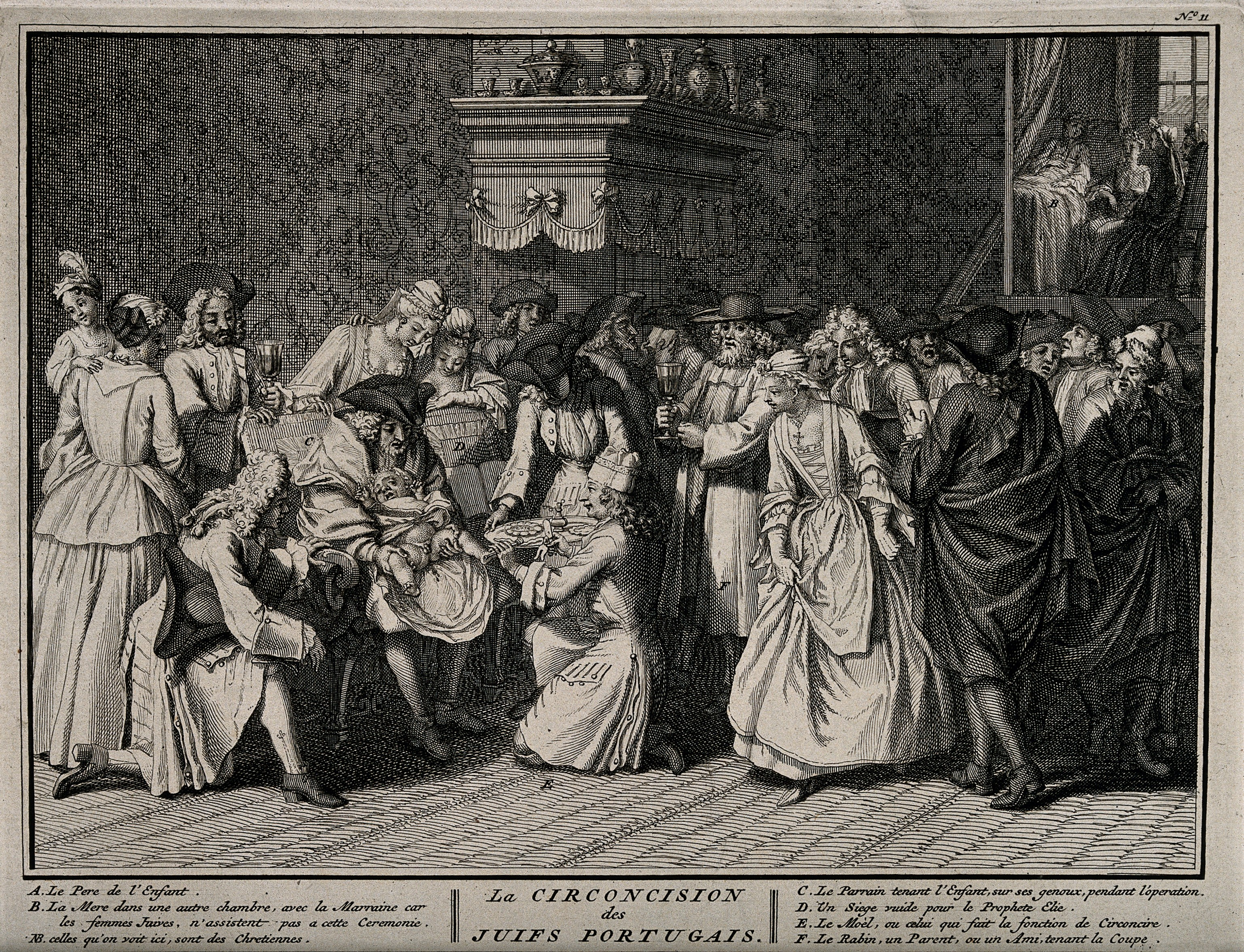
Circoncision des Juifs portugais (1741)
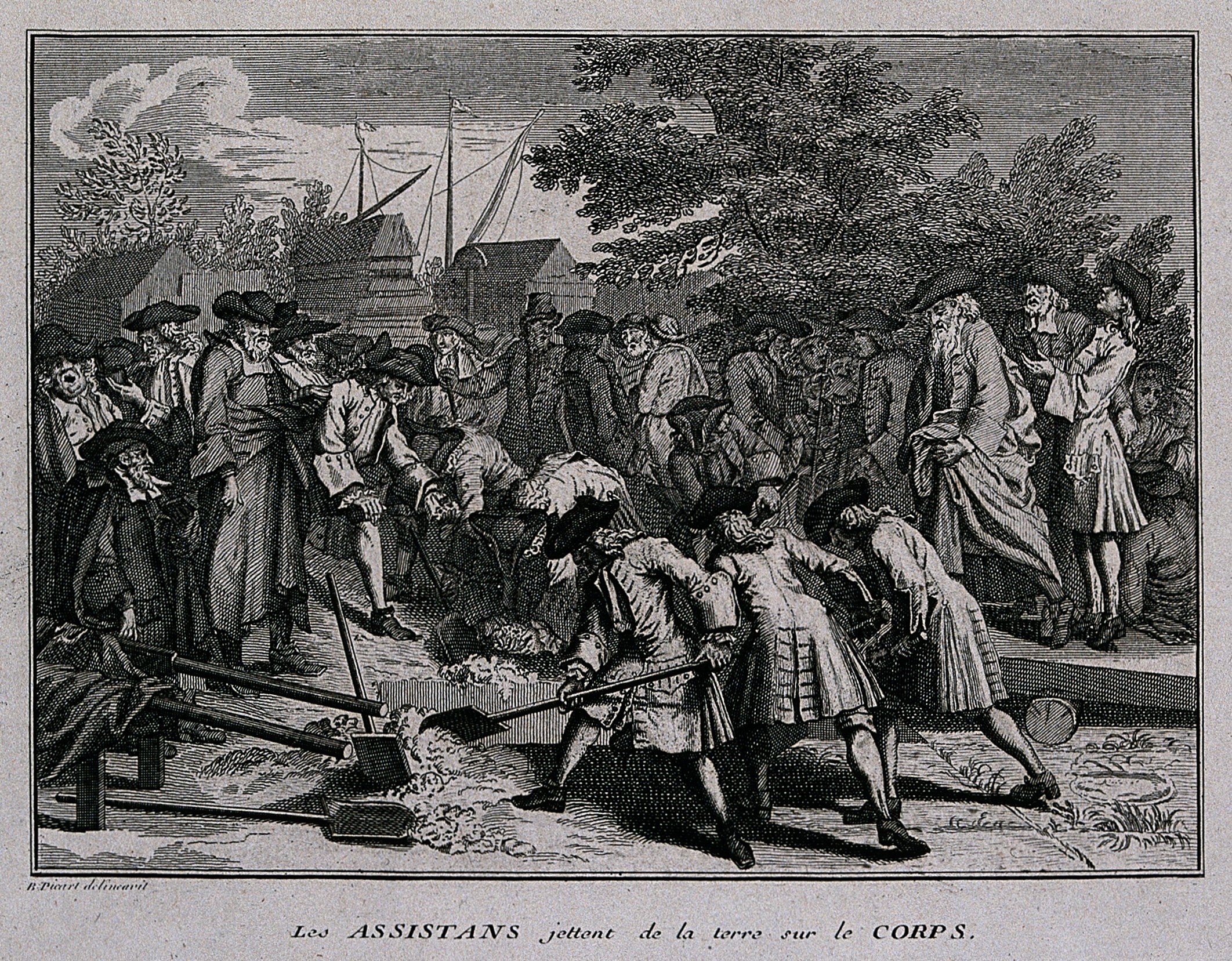
« Les assistans jettent de la terre sur le corps » (v. 1733)
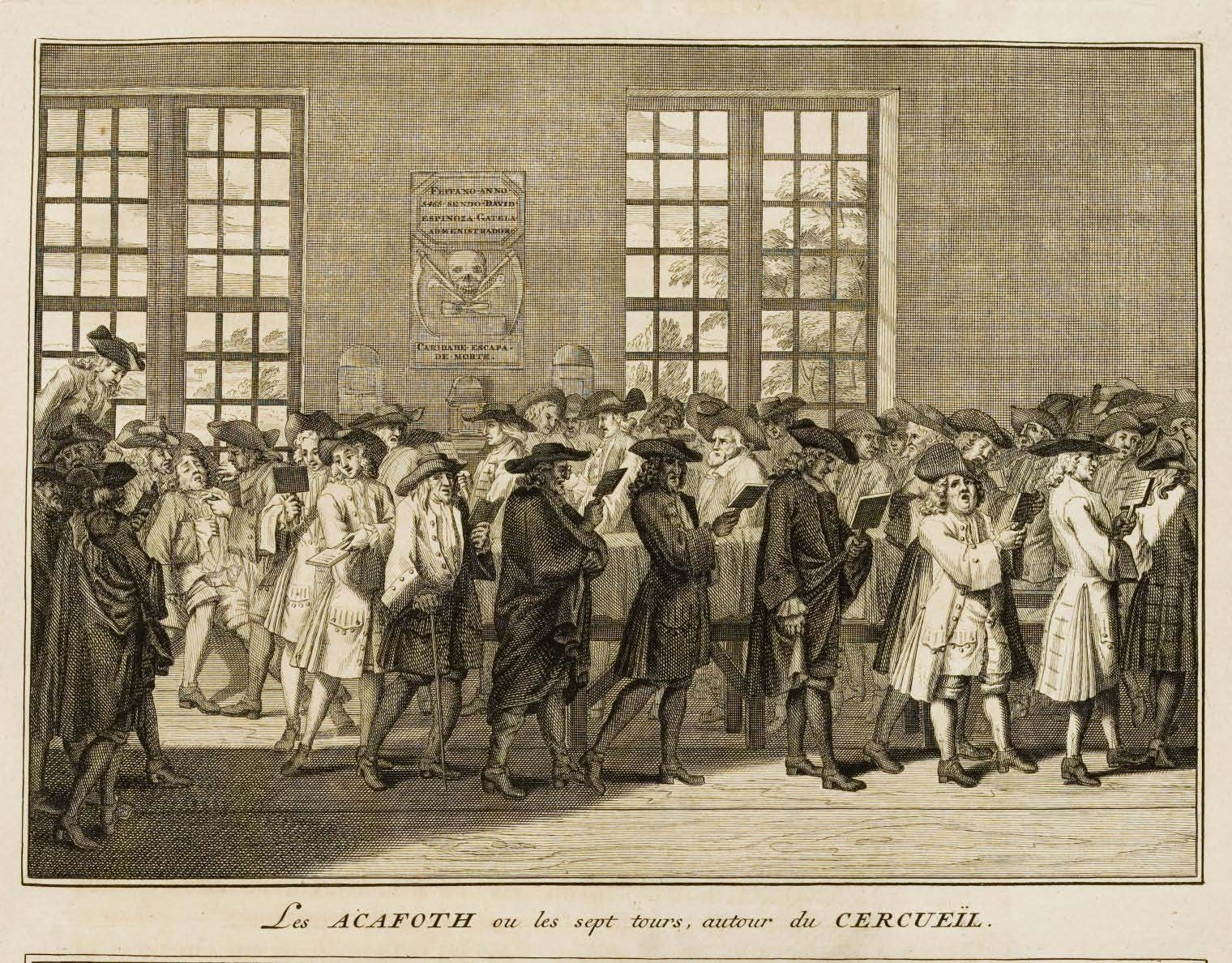
Les Acafoth ou les sept tours autour du cercueil
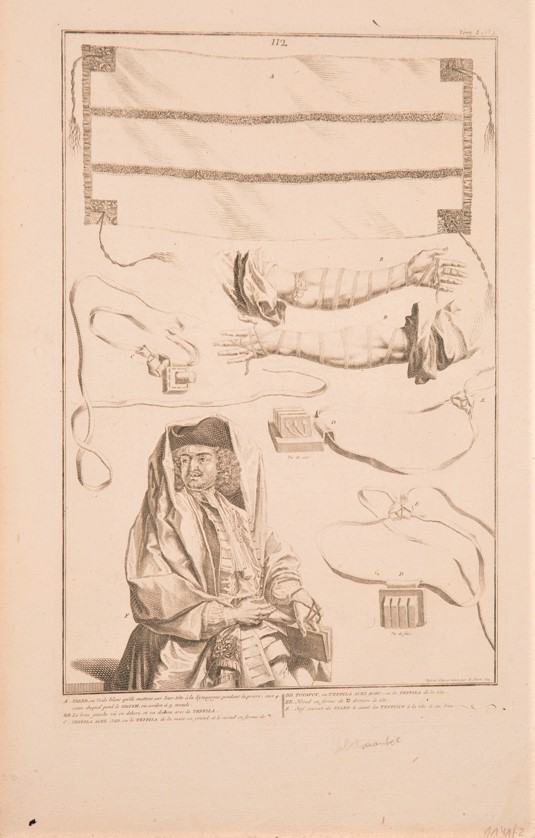
Taled, Teffila, dessiné d'après nature par B. Picart, 1725, musée juif de Suisse.

### Artistes interprétés (ordre alphabétique)

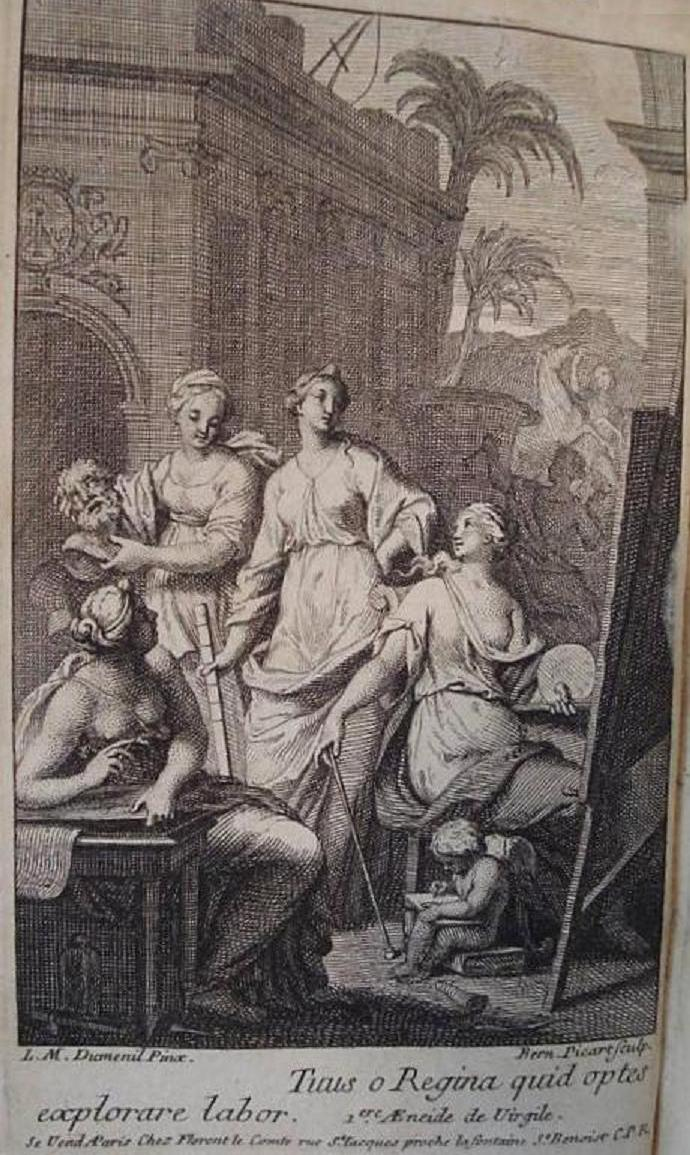
Énéide, d'après Louis Michel Dumesnil.

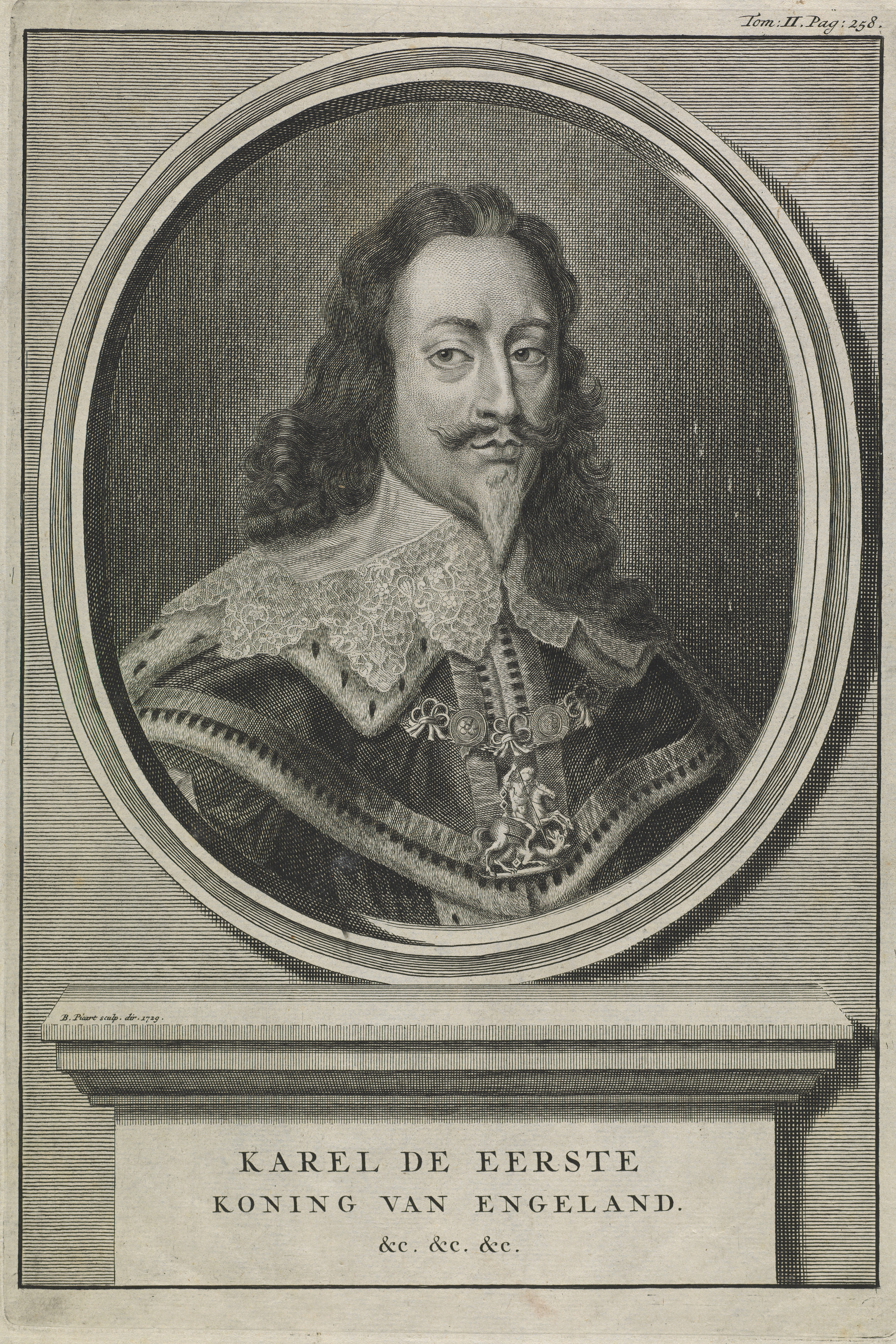
Charles Ier', d'après Antoine van Dyck.

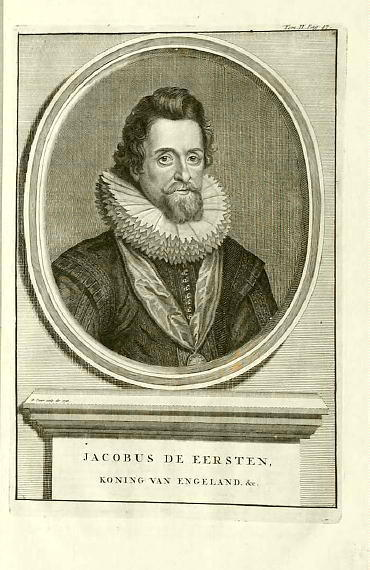
Jacques Ier d'après Antoine van Dyck.

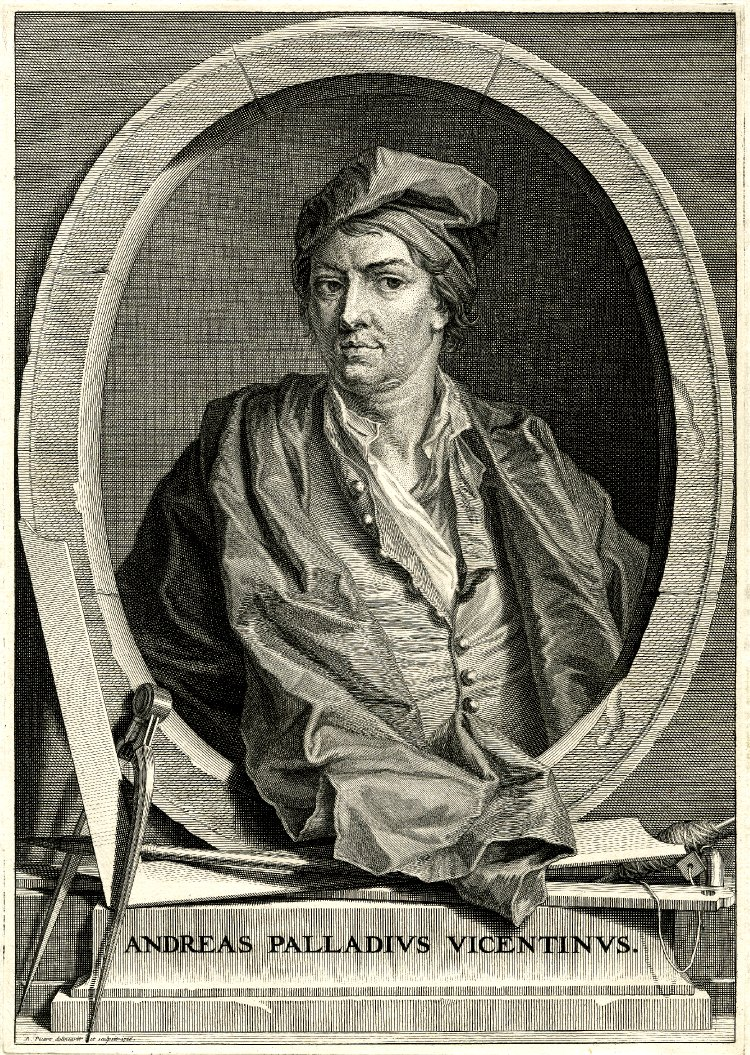
Andrea Palladio, d'après Giacomo Leoni.

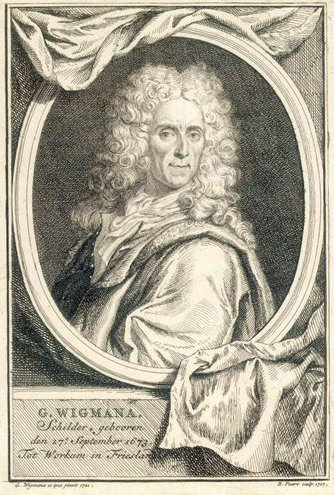
Gérard Wigmana, d'après un autoportrait.

- Sébastien Bourdon, Jeune homme gravant une sépulture[9].
- Théodore de Bry, Indiens de Virginie ; Tombes des rois de Virginie, 1721.
- Luca Cambiaso.
- Annibale Carracci, Toilette de Vénus, Christ au Sépulcre[9].
- Lodovico Carracci, Agar et Ismaël, La Sainte Famille avec Saint Jean sur un agneau, Vocation de Saint Matthieu[9].
- Charles Antoine Coypel, Neptune apaisant la tempête[9].
- Le Dominiquin, Diane[9].
- Louis Michel Dumesnil, Tuus o Regina quid optes explorare labor (Énéide, 1699.
- Albrecht Dürer, Lions, eaux-fortes, 1729[8].
- Antoine van Dyck, Portraits de George Ier (roi de Grande-Bretagne), de Jacques VI et Ier, de Charles Ier[10].
- Ciro Ferri, Les Danaïdes[9].
- Simon Fokke, Le Massacre des Innocents[11].
- François Girardon, Frontispice de la suite des figures du jardin de Versailles[11] ; Tombeau du cardinal de Richelieu, co-gravé avec Charles Simonneau.
- Le Guerchin.
- Adriaen Hanneman, Portrait d'Edward Hyde (1er comte de Clarendon)[10].
- Sarah Hoadly, Portrait de Gilbert Burnet[10].
- Romeyn de Hooghe, Mutilation des corps des frères Johan et Cornelis de Witt en 1672[12].
- George Knapton, Portrait de Nicholas Tindal[10].
- Godfrey Kneller, Portraits de Charles II, de William Russell (1639-1683)[10], de John Churchill (1er duc de Marlborough)[9].
- Raymond Lafage, Bacchanale[9].
- Charles Le Brun, Althée jetant dans les flammes le tison fatal, Le rassemblement avant la chasse, Méléagre et Atalante chassant le sanglier, Méléagre offrant à Atalante le trophée du sanglier, La mort de Méléagre, Hercule délivrant la fille de Laomédon, Agar réconfortée par un ange, Le mariage de Tobie, La défaite de Porus[9], Frontispice de la suite des figures du jardin de Versailles[11], Lions[8].
- Peter Lely, Portraits de James Scott (1er duc de Monmouth), d'Arthur Capel (1er comte d'Essex)[10].
- Giacomo Leoni, Portrait d'Andrea Palladio
- Eustache Le Sueur, Héra dans les nuages[9].
- Pierre Mignard, Apollon distribue des récompenses aux sciences et aux arts[11].
- Palma le Vieux.
- Le Parmesan, Sorcière chevauchant un monstre, Trois saintes[9].
- Carlo Maratta, Allégorie du temps[13], Buste de vierge[9].
- Antoine Pesne.
- Roger de Piles, Autoportrait, 1704[14].
- Nicolas Poussin, Orphée tué par les Bacchantes, Guérison d'un boîteux par Saint Pierre et Saint Jean à la porte du temple[9].
- Guido Reni, Vénus, Érigone et Bacchus, L'Annonciation, L'enfant Jésus endormi, Sainte Madeleine, Saint Sébastien, Saint Jérôme ressuscitant un enfant[9].
- Rembrandt van Rijn, Marcus Curtius refusant les dons des Samnites, Le Christ chez Marie et Marthe, La route d'Emmaüs[9], Lions[8].
- Jules Romain, Psyché[9].
- Salvator Rosa.
- Pierre Paul Rubens, Allégorie de la Régence[15].
- Raphaël Sanzio, Vénus touchée par la flèche de Cupidon, Triomphe de Galatée, Le Christ et Saint Thomas[9].
- Andrea Del Sarto.
- Jacob van Schuppen, Portrait d'Eugène de Savoie-Carignan[9].
- Pietro Testa, Satyres et nymphes[9].
- Le Tintoret.
- Gijsbert van Veen (en), Prêtre et sorcier de Virginie.
- Robert Walker, Portrait d'Oliver Cromwell[10].
- Adriaen van der Werff, Portrait de Guillaume III d'Orange-Nassau[10].
- Gérard Wigmana (en), Autoportrait.
- Antonio Maria Zanetti (en), Uranie.

## Élèves
- Joseph Aved[16].
- Claude Dubosc.
- Louis Fabricius Dubourg (en)
- Jacob Folkema.
- Edme Jeaurat.
- Jacobus van der Schley.
- Louis Surugue.
- Henri Simon Thomassin.

## Expositions
- Le cabinet d'un grand amateur : Pierre-Jean Mariette, 1694-1774, Musée du Louvre, Paris, 1967.
- Images of prayer, politics and everyday life from the Harry and Branka Sondheim Jewish Heritage Collection, Bibliothèque de l'Université de Chicago, mars-juillet 2008[17].
- Bernard Picart - Cérémonies et coutumes religieuses de tous les peuples du monde, Palais Schwarzenberg, Prague, juillet-octobre 2013[18].

## Réception critique
- « C'était un homme assidu et infatigable et, si l'on peut dire, amoureux de son art. Toute sa récréation était de dessiner et, lors même qu'il avait compagnie chez lui, il s'éclipsait tout doucement et regagnait son cabinet. Il ne faisait presque rien que d'après nature, tant dans ses sujets modernes que dans ses sujets héroïques, et il n'en traitait aucun, soit fabuleux, soit historique, qu'il n'eût attentivement examiné les auteurs qui pouvaient l'en instruire... Il a fait un nombre incroyable d'études d'après nature, tant en figures d'académie qu'en draperies ; il portait toujours des tablettes sur lui, ainsi il tirait parti de tout : la mer, la campagne, le paysage, les plantes, la ville, la foule, les foires, les voitures publiques... On ne croirait pas avec quel soin il composait et finissait tous les dessins qu'il devait graver. » - Veuve Bernard Picart, Amsterdam, 1734[2]
- « Une grande facilité d'invention et une remarquable habileté de main... » - Roger Portalis[19]
- « Bernard Picart se distingua par l'ordonnance, l'exactitude, la correction de ses dessins, par la propreté et la délicatesse des estampes dont il orna un grand nombre de livres. Quand ce maître s'écarta de sa manière léchée, il a fait des choses touchées avec assez de liberté et qui sont très piquantes. » - Aristote Crapet[20]
- « Héritier de la tradition de Jacques Callot, il dessine avec précision et même parfois avec minutie, se laissant aller à une certaine forme d'élégance soutenue par une vivacité technique qui annonce l'esprit du XVIIIe siècle, en particulier de Gillot et de Watteau. Picart réalisa, en quelque sorte, une synthèse du goût hollandais et de l'esprit français, et l'on peut dire qu'il fut le représentant le plus remarquable de la gravure hollandaise du premier tiers du XVIIIe siècle, influencé par l'École française. » - Dictionnaire Bénézit[21]
- « Cérémonies et coutumes religieuses de tous les peuples du monde : un chef-d'œuvre qui marque un tournant majeur dans les attitudes européennes à l'égard des croyances religieuses et, partant, du sacré... La sphère laïque et terrestre où les professionnels des livres tentaient de faire prospérer leur commerce ne pouvait désormais plus être aussi facilement engloutie par les exigences et les édits sacrés de la religion, obstacles potentiels à la pensée critique et à la tolérance. Obsédés par des pratiques catholiques qu'ils jugeaient idolâtres, les pieux érudits protestants du XVIIe siècle avaient cherché à s'appuyer sur une comparaison de ces dernières avec l'idolâtrie du judaïsme ou celle du Nouveau Monde. Ils avaient pris un malin plaisir à démontrer que les pratiques catholiques telles que la vénération des images des saints, l'exposition de reliques ou le culte de la Vierge Marie avaient eu leurs équivalents idolâtres en d'autres temps et en d'autres lieux. » - Lynn Hunt, Margaret Jacob et Wijnand Mijnhardt[22]
- « Picart stands at the cusp of a change in attitude toward the reproductive print, a time in which reproductive printmakers were faced with an impossible contradiction : they were required to faithfully convey information about the original and at the same time no lose sight of their own personnality and status as craftsmen. Picart's etchings argue for the status (and market value) of reproductive engravings in general and of those produced by their author in particular, treading a fine line beetween reproduction and authenticity. In the process of creating faithfull reproductuions of other artists, he creates authentic Picarts. » - Ann Jensen Adams[23]
- « Bernard et Picart auraient surtout œuvré en commun à une sorte de tolérantisme rejeté non seulement par l'Église catholique mais encore par bien des variantes du protestantisme. Ce faisant, ils mettaient sur le même pied des croyances, des religions, des cérémonies, des peuples, alors que des visions fort péjoratives étaient véhiculées en Europe à propos du judaïsme et des mahométans, plus récemment avec les grandes découvertes sur les amérindiens ou les lointains orientaux. Le livre qui a changé l'Europe décrit un retour à une religion déiste et universelle, dont toutes les religions du monde, voire certaines philosophies, seraient issues et ne se distingueraient plus qu'à travers leurs "cérémonies" et les hiérarchies religieuses, voire temporelles, qui les organisent. » - Jean Nemo[24]

## Musées et collections publiques

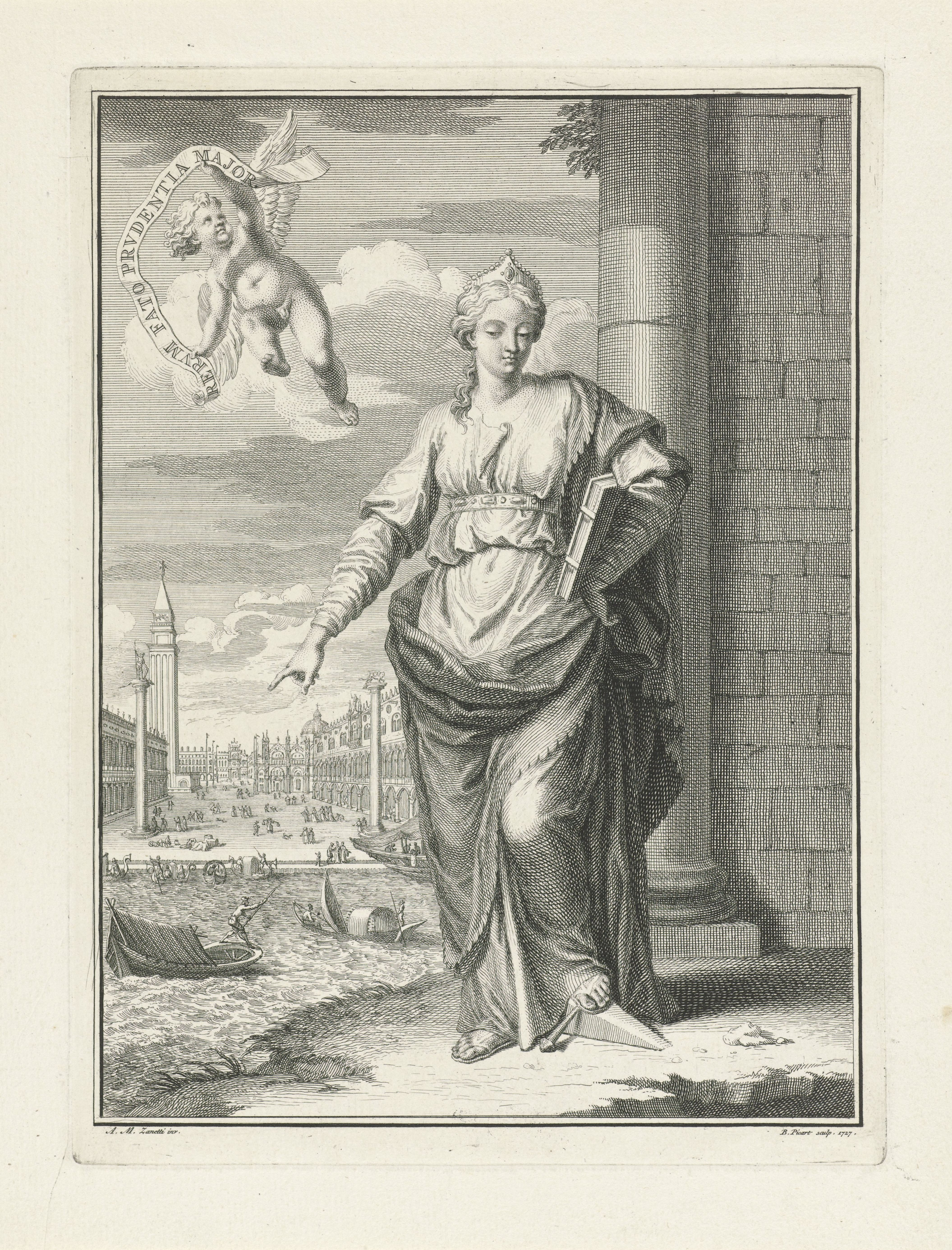
Uranie, d'après Antonio Maria Zanetti.

### France
- Musée Thomas-Henry, Cherbourg, Apollon distribue des récompenses aux sciences et aux arts, d'après Pierre Mignard.
- Musée Unterlinden, Colmar, Uranie, d'après Eustache Le Sueur[11].
- Musée du Nouveau Monde, La Rochelle, Cérémonie religieuse des habitants de l'Île espagnole, 1721[25].
- Musée des beaux-arts de Lille, Frontispice des annales de la monarchie française, peinture[11].
- Musée d'art et d'histoire Louis-Senlecq, L'Isle-Adam, gravures de la série des Lions, d'après Rembrandt[11].
- Musée Médard, Lunel, Œuvres de Maître François Rabelais ; Superstitions anciennes et modernes de Pierre Jebrun, 1733-1736.
- Bibliothèque diocésaine de Nancy, Cérémonies et coutumes religieuses de tous les peuples du monde[26].
- Musée des beaux-arts de Nancy, Le mariage de Tobie, d'après Charles Le Brun ; Orphée tué par les Bacchantes d'après Nicolas Poussin ; Pan et Syrinx, d'après Nicolas Poussin ; Frontispice de la suite des figures du jardin de Versailles, d'après François Girardon (sculpture) et Charles Le Brun (peinture)[11].
- Musée de la faïence et des beaux-arts, Nevers, Portraits d'Hortense Mancini et de Roger de Piles[11]
- Musée des beaux-arts d'Orléans, Le massacre des Innocents, d'après Simon Fokke[11], Portrait mortuaire de Jean Boudot (réalisé avec Nicolas Jean-Baptiste de Poilly, Bernard Picart pour le portrait mortuaire, 1752, pour le cadre ornementé : lavis d’encre noire, rehauts de gouache blanche, rehauts de pierre noire sur papier ; pour le portrait mortuaire, découpé et collé : sanguine sur papier, 51,1 x 34,5 cm)[27].
- Bibliothèque nationale de France, Paris.
- Cité de la musique - Philharmonie de Paris, Le concert champêtre, gravure, 1709[28].
- Bibliothèque de Port-Royal, Les religieuses enchaînées ou la destruction de Port-Royal des Champs, gravure au burin, vers 1709[29] ; Suite de la vie du diacre Pâris, vers 1727-1729.
- Fondation Custodia, Paris, Recueil des "Lions" dessinés d'après nature, 42 eaux-fortes, 1729[8].
- Musée d'art et d'histoire du judaïsme, Paris, La circoncision des Juifs portugais, 1722.
- Musée Carnavalet, Paris, Séance ordinaire des états de Languedoc, co-gravé avec Claude Duflos, 1704[30], Monument consacré à la postérité en mémoire de la folie incroyable de la 20e année du XVIIIe siècle, eau-forte, 1729[31], La galerie d'Hercule de l'Hôtel Lambert : Cybèle et Cérès[32].
- Musée du Louvre, Figures de modes et théâtrales[33], autres dessins[11].
- Musée de la maison des Maçons, Paris, Cérémonies et coutume religieuses de tous les peuples du monde.
- Petit Palais, Paris, Charles Ier d'Angleterre décapité à Whitehall le 30 janvier 1649[34].
- Musée national du château de Pau, Portrait de Jacques Ier, d'après Antoine van Dyck[11].
- Musée de Vulliod Saint-Germain, Pézenas, Session des États généraux de Languedoc en 1704, gravure.
- Musée des beaux-arts de Rennes, Femme malade, dessin[11].
- Musée de Vendôme, gravures, dont Portrait de Frédéric, duc d'Autriche[11].
- Château de Versailles, Venceslas de Luxembourg[35], Roger de Piles[36].
- Portrait de Roger de Piles, 1704, Musée des beaux-arts et d'archéologie Joseph Déchelette, Roanne.

### Allemagne
- Bibliothèque de l'Université de Heidelberg, Impostures innocentes[2].

### Belgique
- Université de Liège.

### Norvège
- Musée national de l'art, de l'architecture et du design, Oslo, Le Christ et Saint Thomas, d'après Raphaël Sanzio.

### Pays-Bas
- Rijksmuseum, Amsterdam, Uranie, d'après Antonio Maria Zanetti ; Cérémonies et coutumes religieuses de tous les peuples du monde[37].
- Musée Teyler, Haarlem, Pierres antiques gravées ; La tombe du cardinal de Richelieu.
- Musée Boijmans Van Beuningen, Rotterdam, Guillaume III d'Orange-Nassau prêtant serment de Stathouder en 1672.

### Royaume-Uni
- Blickling Hall, Blickling, Lexikon antiquitatum romanirum, de Samuel Pitiscus, 1713 ; Apologie pour l'auteur du concile de Constance, Amsterdam, 1727.
- Mount Stewart, Comté de Down, Œuvres de Nicolas Boileau-Despréaux.
- Belton House, Grantham, Œuvres diverses de M. de Fontenelle.
- Penrhyn Castle (en), Gwynedd, Œuvres diverses de M. de Fontenelle.
- Kedleston Hall, Kedleston, Œuvres diverses de M. de Fontenelle.
- Université de Leeds, Mutilation des corps des frères de Witt en 1672, d'après Romeyn de Hooghe[12].
- British Museum, Londres, Portrait d'Andrea Palladio, d'après Giacomo Leoni.
- National Gallery, Londres, Impostures innocentes.
- National Portrait Gallery, Londres, Portraits de George Ier (roi de Grande-Bretagne), de Michiel de Ruyter, d'Algernon Sydney[10].
- Royal Academy, Londres[38].
- Royal Collection, Londres, Cérémonies et coutumes religieuses de tous les peuples du monde.
- Victoria and Albert Museum, Londres, Cérémonies et coutumes religieuses de tous les peuples du monde.
- Springhill House (en), Moneymore (en), Le Temple des muses, d'Antoine de La Barre de Beaumarchais.
- Ashmolean Museum, Oxford.
- The Vyne (en), Sherborne St John, Pierres antiques gravées.
- Calke Abbey, Ticknall, Le temple des muses d'Antoine de La Barre de Beaumarchais..
- Dunham Massey, Trafford, Pierres antiques gravées.
- Stourhead, Wiltshire, Charles II, d'après Godfrey Kneller..
- Moseley Old Hall (en), Wolverhampton, Charles II, d'après Godfrey Kneller.
- Erddig Hall, Wrexham, George Ier, d'après Godfrey Kneller.

### Suisse
- Musée d'art et d'histoire de Genève, 28 gravures.

### République tchèque
- Galerie nationale de Prague, Cérémonies et coutumes religieuses de tous les peuples du monde.

### Canada
- Musée national des beaux-arts du Québec, Québec, Cérémonies et coutumes religieuses de tous les peuples du monde.

### États-Unis
- Université du Vermont, Burlington, Métamorphoses d'Ovide, 1732.
- Musées d'art de Harvard, Cambridge (Massachusetts), 79 dessins et gravures[9].
- Art Institute of Chicago, 4 gravures, dont 2 attrubutions[39].
- Herbert F. Johnson Museum of Art, Université Cornell, Ithaca (New York).
- Musée d'art Nelson-Atkins, Kansas City (Missouri), 17 gravures[40].
- Getty Research Institute, Los Angeles, Cérémonies et coutumes religieuses de tous les peuples du monde[41].
- Minneapolis Institute of Art, Phaéton demande le char du soleil à son père Phébus, dessin[42].
- Yale University Art Gallery, New Haven, Roger de Piles, d'après l'autportrait de celui-ci, 1704[14].
- Connecticut College (en) (Linda Lear Center for special collections and archives), New London (Connecticut), Cérémonies et coutumes religieuses de tous les peuples du monde.
- Cooper–Hewitt, Smithsonian Design Museum, New York, 6 œuvres[43].
- Jewish Theological Seminary of America, New York, Cérémonies et coutumes religieuses de tous les peuples du monde.
- Metropolitan Museum of Art, New York, Allégorie du temps, d'après Carlo Maratta[13] ; Toilette de Vénus, d'après Annibale Carracci ; Andrea Palladio, d'après Giacomo Leoni.
- Morgan Library and Museum, New York, Allégorie de la paix, 1715[44].
- Musée juif de New York, Cérémonie nuptiale des Juifs allemands[45].
- Philadelphia Museum of Art, Philadelphie, 72 gravures[46].
- Virginia Historical Society (en), Richmond (Virginie), gravures virginiennes d'après Théodore de Bry ey Gijsbert van Veen.
- San Francisco De Young Museum[47].
- Musée des beaux-arts de San Francisco, gravure pour les Métamorphoses d'Ovide.
- National Gallery of Art, Washington, Massacre des Innocents, dessin[48].

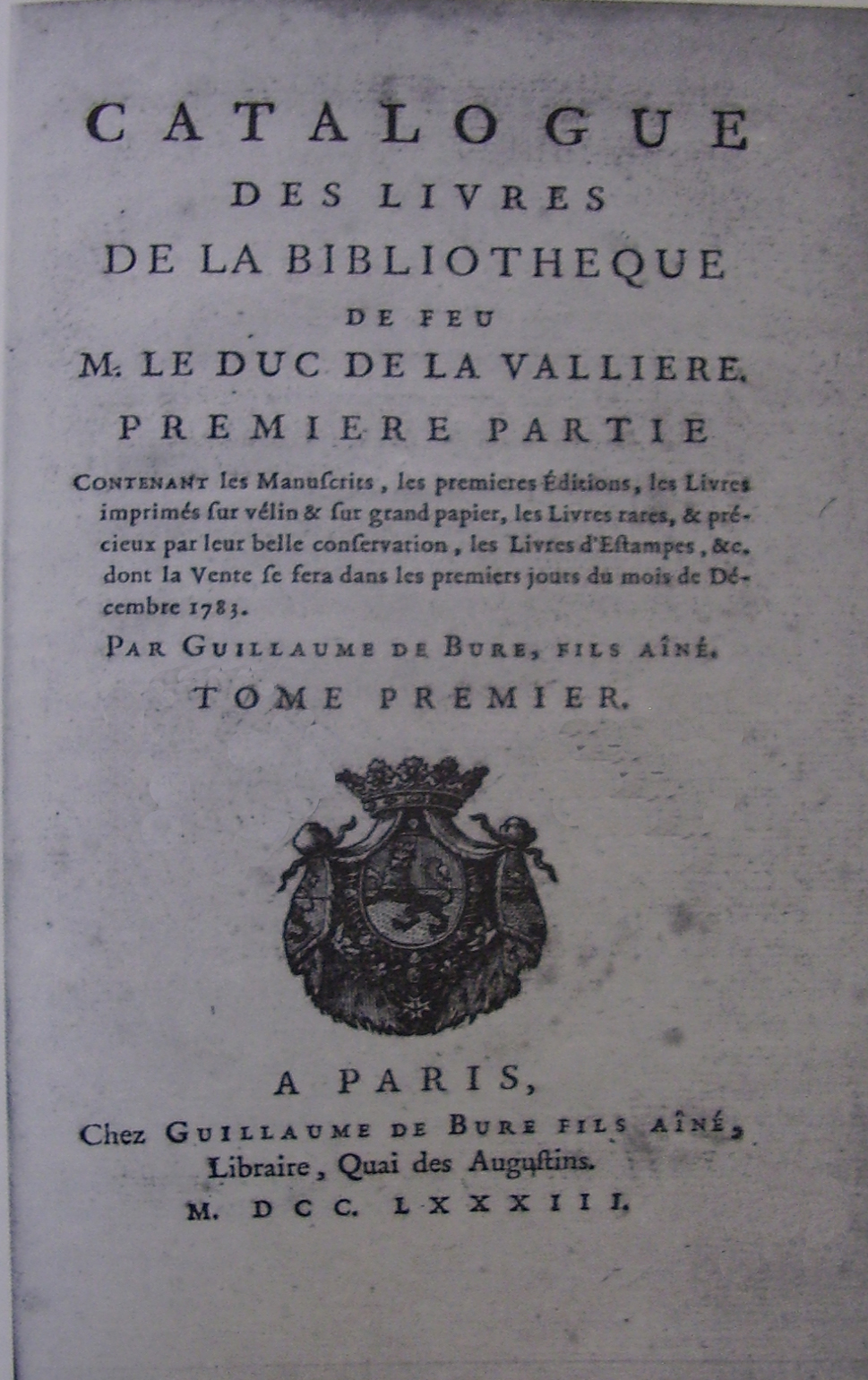
Catalogue de la bibliothèque Louis-César de La Vallière.

### Australie
- Galerie d'art de Nouvelle-Galles du Sud, Sydney, Félicité de la Régence, d'après Pierre Paul Rubens[15]
- National Gallery of Victoria, Melbourne, 10 gravures[49].

### Nouvelle-Zélande
- Auckland Libraries, Auckland, Cérémonies et coutumes religieuses de tous les peuples du monde.

## Collections privées
- Pierre-Jean Mariette.
- Gabriel Bernard de Rieux[50].
- Antoine Joseph Dezallier d'Argenville[51].
- Louis-César de La Baume Le Blanc de La Vallière[52].
- Honoré-Gabriel Riqueti de Mirabeau, Pierres antiques gravées[53].
- James de Rothschild, Recueil des "Lions", 1729.